# Український архітектурний модерн

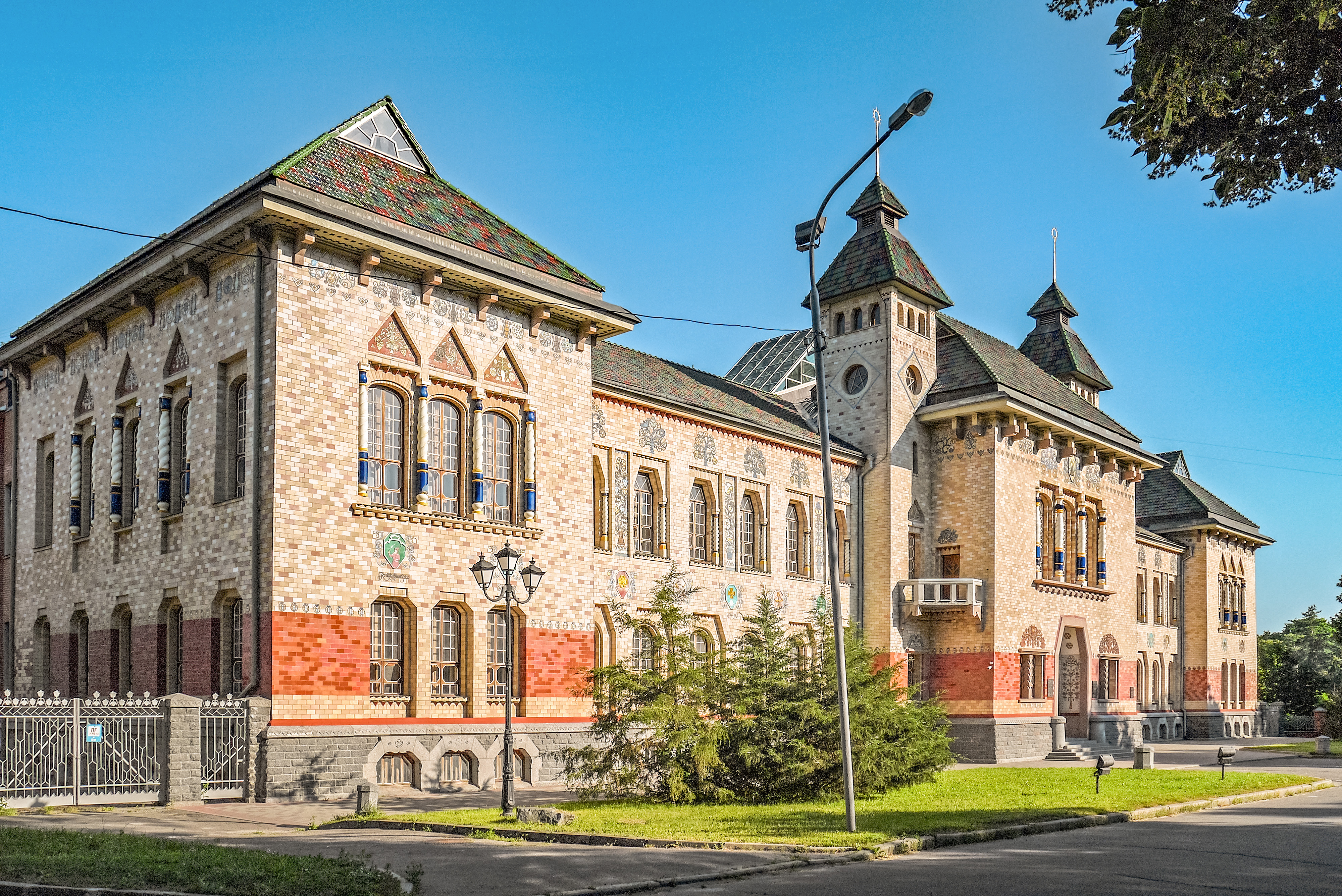
Будинок Полтавського земства, 1903 рік, проєкт Василя Кричевського. Перший будинок, збудований у новому українському стилі, що згодом отримає назву Український архітектурний модерн.

Украї́нський архітекту́рний моде́рн, УАМ (інша назва — неоукраї́нський стиль) — один з українських оригінальних архітектурних стилів, різновид модерну. Виник на початку XX століття. Існував і розвивався протягом майже 40 років (з 1903 по 1941 роки). В основі УАМ лежать народні традиції хатнього і церковного будівництва і досягнення української професійної архітектури та перш за все барокової (див. українське бароко), вплив якої, починаючи з 1910 року був помітним і навіть зростальним. Сильним був також вплив європейського модерну.

## Назва стилю

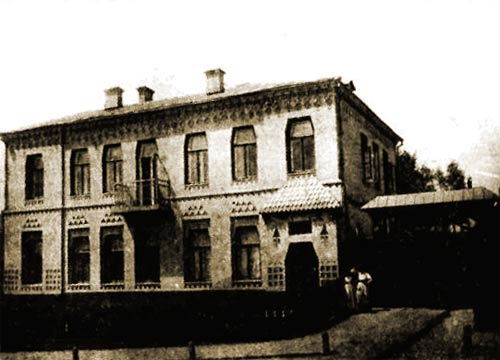
Житловий будинок І. І. Щітківського на вул. Полтавській, 4-а в Києві, 1907—1908 pp. Архіт. В. Г. Кричевський та ін.

На початкових етапах появи та розвитку стиль мав різні найменування: «український стиль», «український архітектурний стиль», «український народний стиль», «новий український стиль» та інші. Ці назви не є точними, адже самі поняття «Українська архітектура» і «український стиль» (точніше українські стилі) мають значно ширші значення, а УАМ як окремий стиль мав свої внутрішні течії. Щодо цього В. В. Чепелик зазначає: «В історії української архітектури жодне інше стильове явище не відзначалося такою розмаїтістю, різнохарактерністю і суперечливістю у назві, як УАМ. Починаючи з перших публікацій на цю тему у 1900-ті роки і закінчуючи роботами істориків останніх літ, здійснюється пошук оптимальної назви, котра здатна найповніше розкрити характер і особливості досліджуваного явища».
Цікаво, що у 1903 році, коли В. Г. Кричевський запропонував на конкурс з розробки архітектури будинку Полтавського губернського земства свій проєкт, стиль його проєкту був віднесений до псевдомавританського стилю, тому що він мав незнайомі архітектурні форми.
У назвах, що стосувалися УАМ, відбивались характерні погляди чи світоглядні орієнтації тих, хто їх вживав. Першим називати новий стиль «модернізований український стиль» почав, ймовірно, видатний митець у стилі УАМ Є. Н. Сердюк, за ним термін «український модерн» уводить Г. О. Коваленко. За інформацією В. В. Чепелика, найбільш часто вживаною у літературі назвою стилю є український модерн або її варіанти.

## Історія УАМ

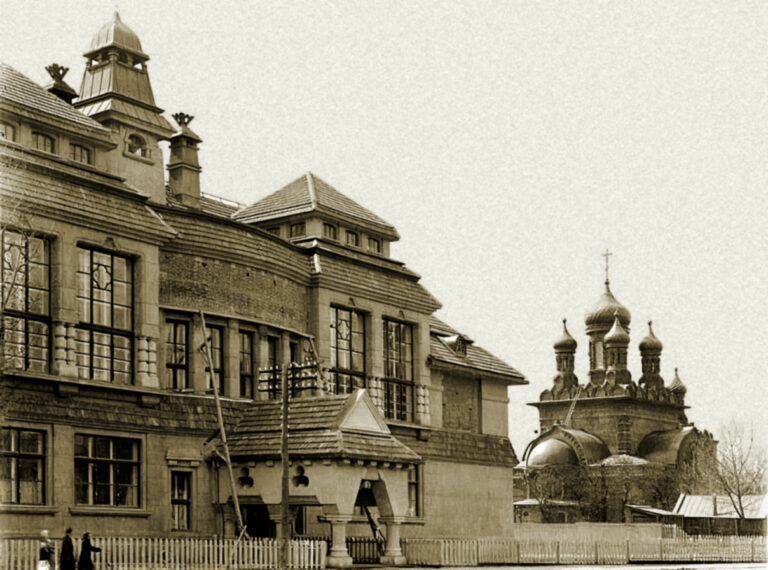
Завершується спорудження будівлі Харківського художнього училища і Каплунівської церкви

В основі УАМ лежать форми української народної хатньої і церковної архітектури. З цього приводу варто відзначити, що вперше елементи української народної архітектури почали використовувати професійні архітектори ще у XIX ст. (будинок Ґалаґана у Лебединцях).
Досягнення етнографічної науки і дослідження народної архітектури і народних будівельних традицій привели до зародження серед архітекторів думки про створення власного архітектурного стилю, народного по своїй суті. Першим цю ідею у 1903 році реалізував В. Г. Кричевський у проєкті будинку Полтавського губернського земства (1903–1908 роки), що став першим твором у стилі УАМ. Майже одночасно з ним у цьому новому стилі були збудовані школа ім. І. П. Котляревського у Полтаві (1903–1908 роки, архітектори Є. Н. Сердюк і М. В. Стасюков) і церква в селі Плішивці (1902–1906 роки, архітектор І. С. Кузнєцов), архітектура якої відноситься дослідниками до УАМ. Це були перші три об'єкти, побудовані у стилі, що отримає згодом назву УАМ. З приводу цих трьох об'єктів В. В. Чепелик пише: «Ці три пам'ятки започаткували три найважливіші, майже різновекторні, напрями художніх пошуків УАМ: Покровська церква намітила майбутній розвиток необарокових тенденцій, будинок Полтавського земства був скерований на ствердження декоративно-романичного напряму, який почали називати народним стилем, школа ім. І. П. Котляревського націлена у бік раціоналістичних пошуків». Успішний початок викликав рух за створення рідного стилю. Розвиток архітектури УАМ відбувався майже одночасно в усіх регіонах України.
З 1903 на перше місце в розробці теорії УАМ виходить О. Г. Сластіон. Він сформулював принципи морфології УАМ і всіляко сприяв розповсюдженню і утвердженню цього стилю. З'являються гуртки з вивчення української народної архітектури. Так, студенти ПІГІ, в майбутньому видатні діячі УАМ, у 1905 — у році організовують нелегальний гурток з вивчення української архітектури, кожне літо вони ходять по селах і роблять замальовки хат, хлівів, церков і дзвіниць. У Харкові при Літературно-художньому гуртку виникає Український художньо-архітектурний відділ, який ставить собі за мету «розповсюдження українського стилю» і українського мистецтва взагалі, а також «збереження інших пам'яток України і відродження українського зодчества». Почесним головою гуртку був І. Ю. Рєпін, головою С. І. Васильківський. З'являються численні публікації у спеціалізованих і популярних журналах. Відзначалася своєрідність стилю і відповідність сучасному життю і новим запитам.
Окрім стилю УАМ в Україні були розповсюджені й інші стилі модерну, що походили з європейської традиції. Порівняно з європейським модерном УАМ відзначається більшою тяглістю у часі: 38 років замість 20. Це обумовлено несприятливими умовами розвитку, вимушеними перервами.

## Етапи розвитку УАМ
В. Чепелик виділяє три етапи у розвитку українського архітектурного модерну
1. 1903 — 1917 — період бурхливого розвитку УАМ. Два різновиди — народний стиль (романтизм) і раціоналістичний модернізм (більш стриманий). Декор у архітектурі будівель був інтенсивний, мальовничий, у ньому були розвинені народні теми, збагачені мотивами, що прийшли від європейської архітектурної традиції.
2. Постреволюційний час. Після окупації України більшовиками, багато-хто з діячів УАМ опинилися в еміграції. Багато-хто підпадав під арешти і цькування з політичними обвинуваченнями. Під загрозою розправи дехто відмовлявся від своїх поглядів на УАМ. Магістральними напрямами розвитку архітектури 1920-1930-х pp. стають раціоналізм та конструктивізм. УАМ має значно менше поширення, але і в ньому на цей час триває велика робота з пошуку нових типів жител й громадських споруд.
3. 1934 — 1941 роки. Певне пожвавлення у розвитку УАМ, але утиски продовжилися. Утиски стали одним з факторів, що припинили розвиток УАМ.

Після 1941–1945 років елементи УАМ використовувалися окремими архітекторами, але їхні роботи нечисленні і маловідомі.

## Центри розвитку УАМ
Виділилося кілька центрів розвитку УАМ.

### Київський центр
Першим будинком, спорудженим у Києві у стилі УАМ, стає дім І. І. Щітківського на вул. Полтавській, 4-а (1907–1908 pp.). Цей рядовий двоповерховий будинок був виконаний у дереві й обличкований цеглою, мав плаский фасад у сім вікон на поверх.
Саме у Києві було вперше побудовано споруду інженерного призначення у стилі УАМ — будинок міської очищувальної станції на Саперній слобідці (архітектор М. О. Даміловський). Також за його проєктом споруджено народний дім у селі Криве.
Для архітектури Київського центру характерним є те, що тут більш розвинутий раціоналістичний напрям УАМ.
Житловий будинок на вулиці Паньківська 8 збудований архітектором Шехоніним на замовлення лікаря Йосипа Юркевича. У селі с. Криве, де знаходився маєток Юркевича, збудований у схожому стилі Народний дім.

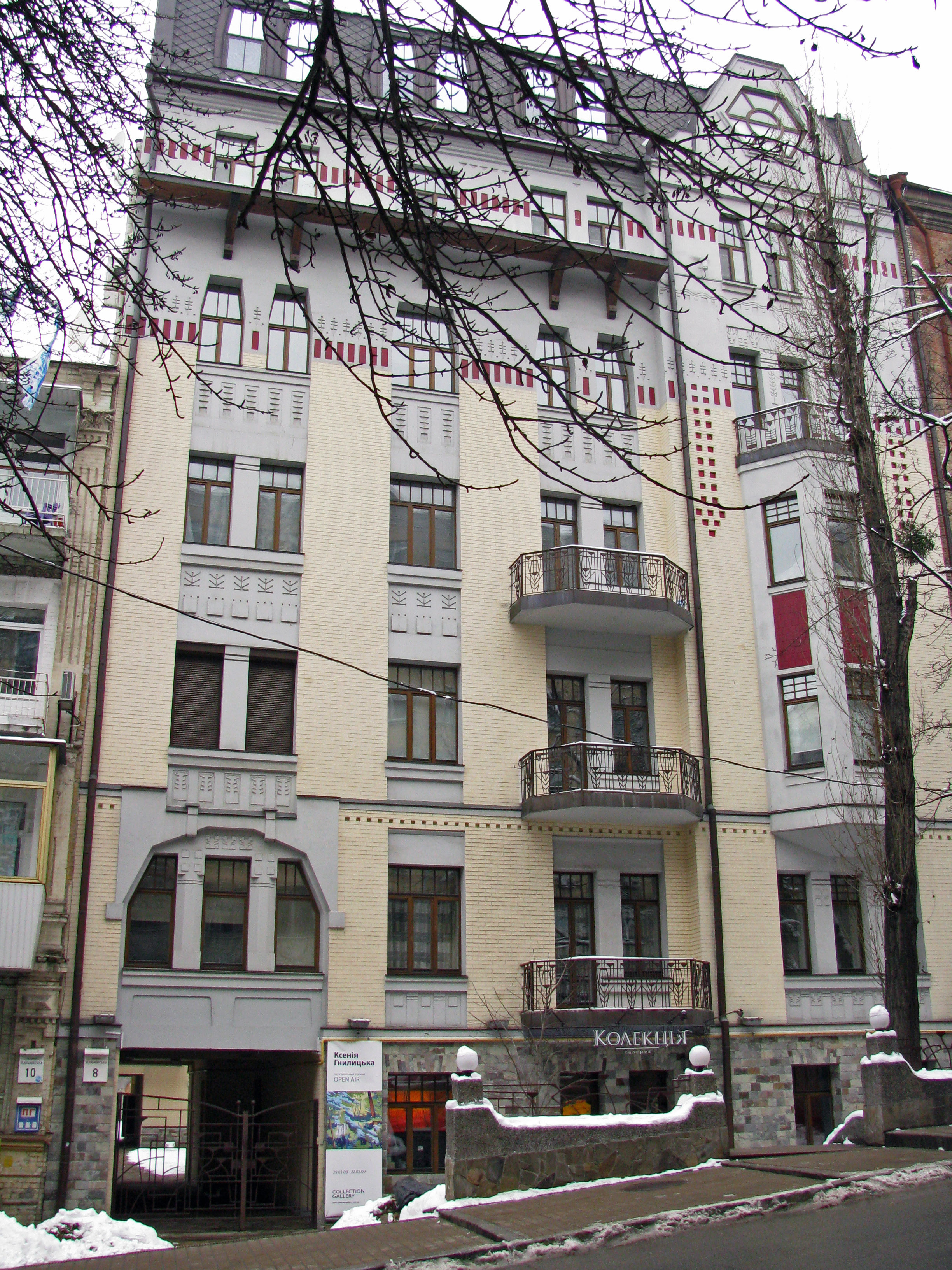
Житловий будинок на вулиці Паньківська 8
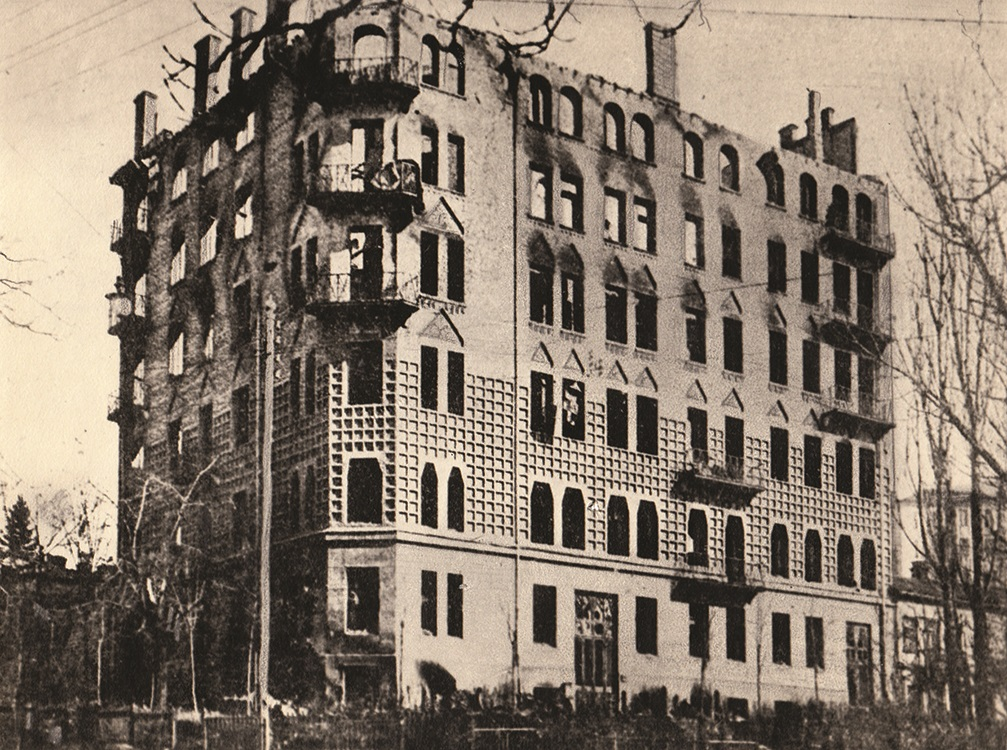
Зруйнований будинок Грушевського, 1918
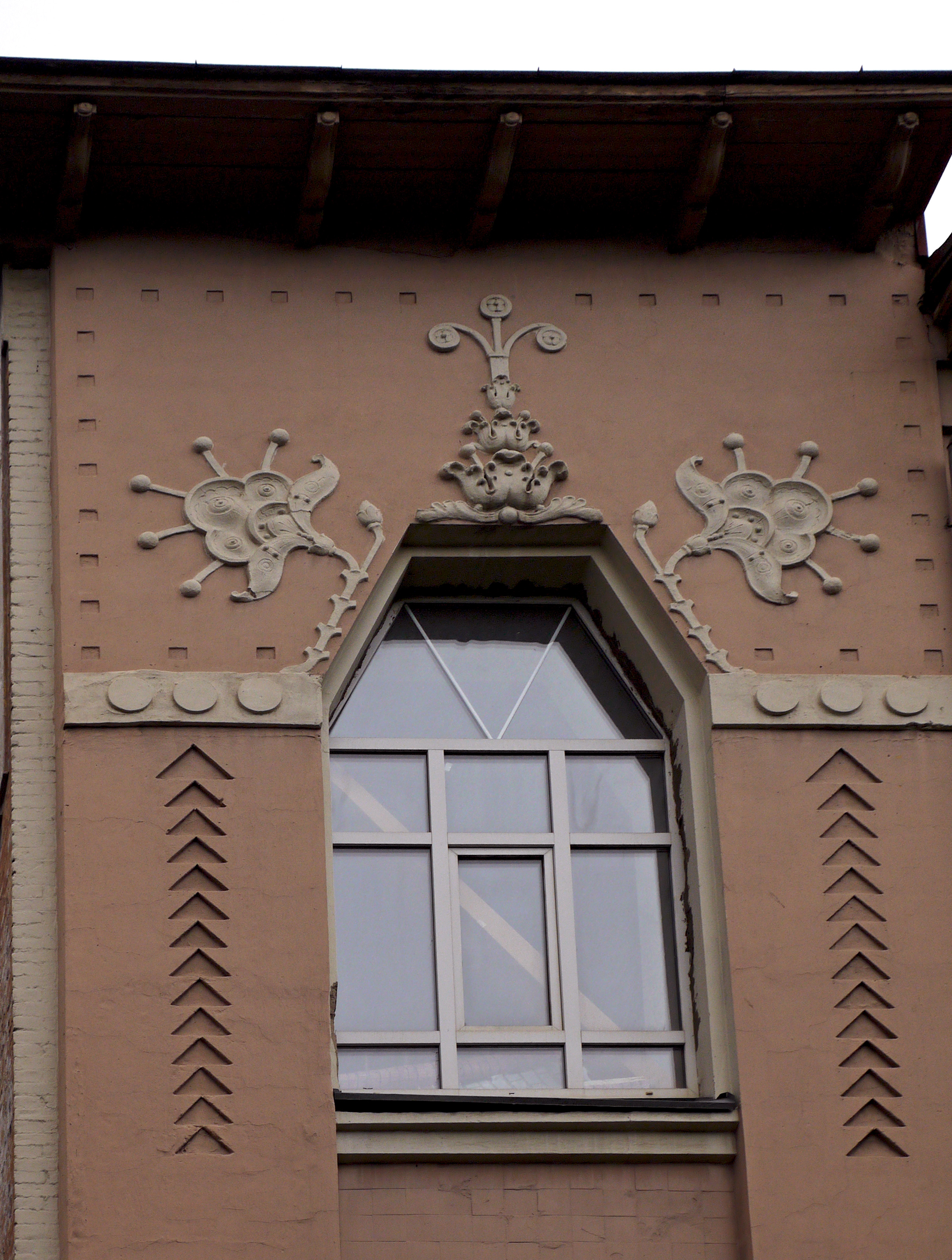
Оздоблення в стилі українського модерну на комерційному училищі у Києві
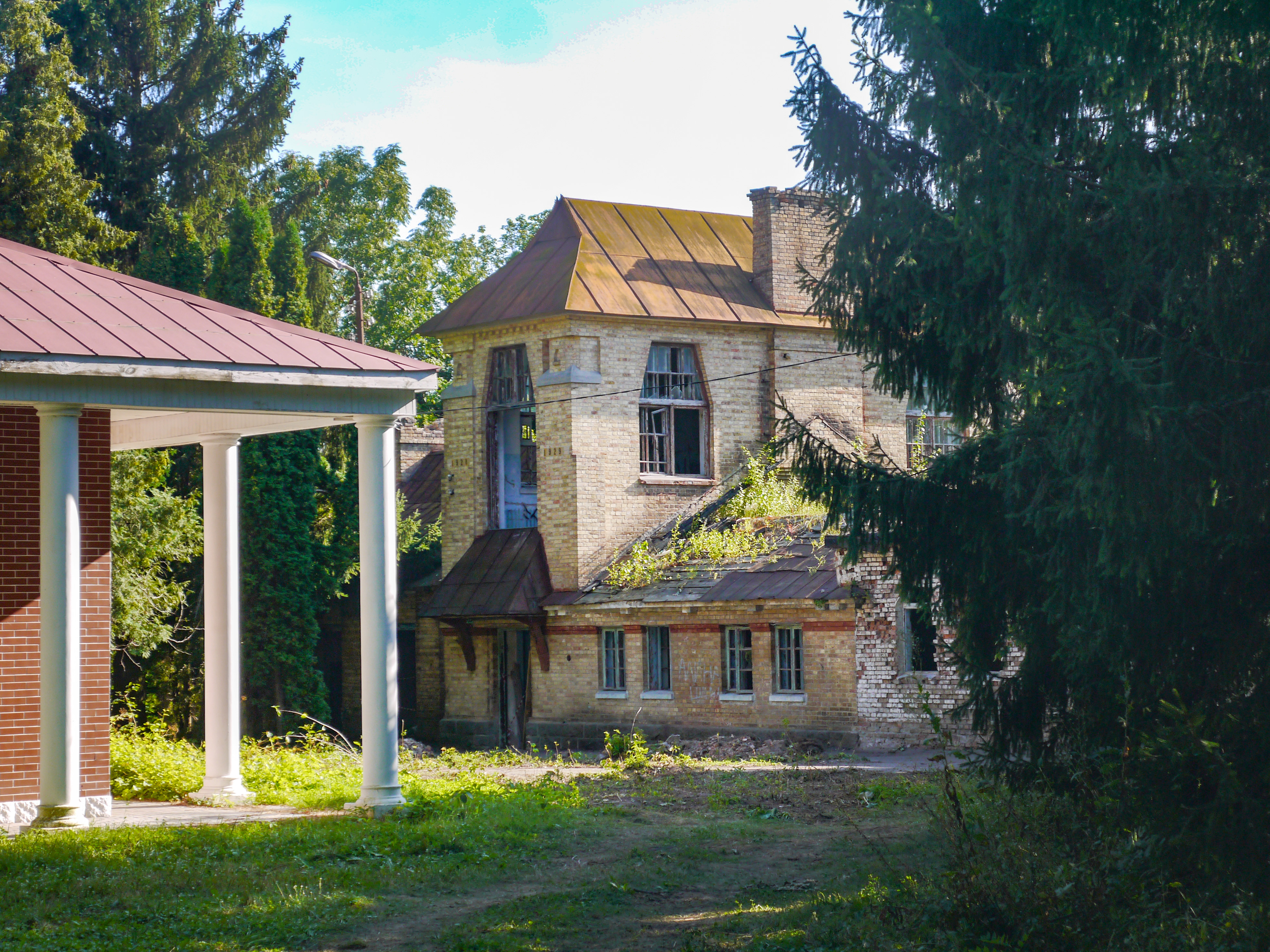
Комплекс будівель помпової станції у Білій Церкві

### Полтавський центр
Перші три будинки в стилі українського модерну були побудовані саме на Полтавщині.
У 1903–1908 рр. з'являється перший будинок УАМ — будинок Полтавського губернського земства, який був спроєктований архітектором В. Г. Кричевським.
У 1902–1906 рр. архітектор-художник І. С. Кузнецов побудував Покровську церкву в селі Плішивець Гадяцького повіту.
У 1903–1905 рр. архітектори Є. Н. Сердюк та М. Ф. Стасюков побудували школу ім. І. П. Котляревського у Полтаві.
Пізніше, 1916 року, за проєктом Василя Кричевського та технолога-кераміста Юрія Лебіщака було збудовано Опішнянський гончарний навчально-показовий пункт Полтавського губернського земства.

Також, УАМ проявився в проєкті земських шкіл, реалізованому Опанасом Сластіоном. На сьогодні відомо 53 школи, що лишилися на території колишнього Лохвицького земства (тепер — Чорнухинського, Лохвицького, Пирятинського районів Полтавщини, Роменського Сумської, Варвинського Чернігівської області). Їх досліджує громадський проєкт з однойменною вживаною назвою «Школи Лохвицького земства» щодо цих навчальних комплексів.

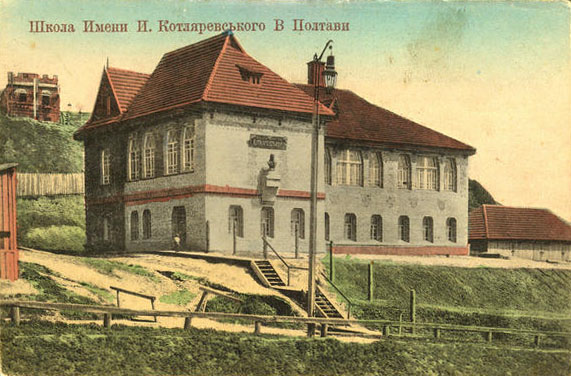
Школа ім. І. П. Котляревського
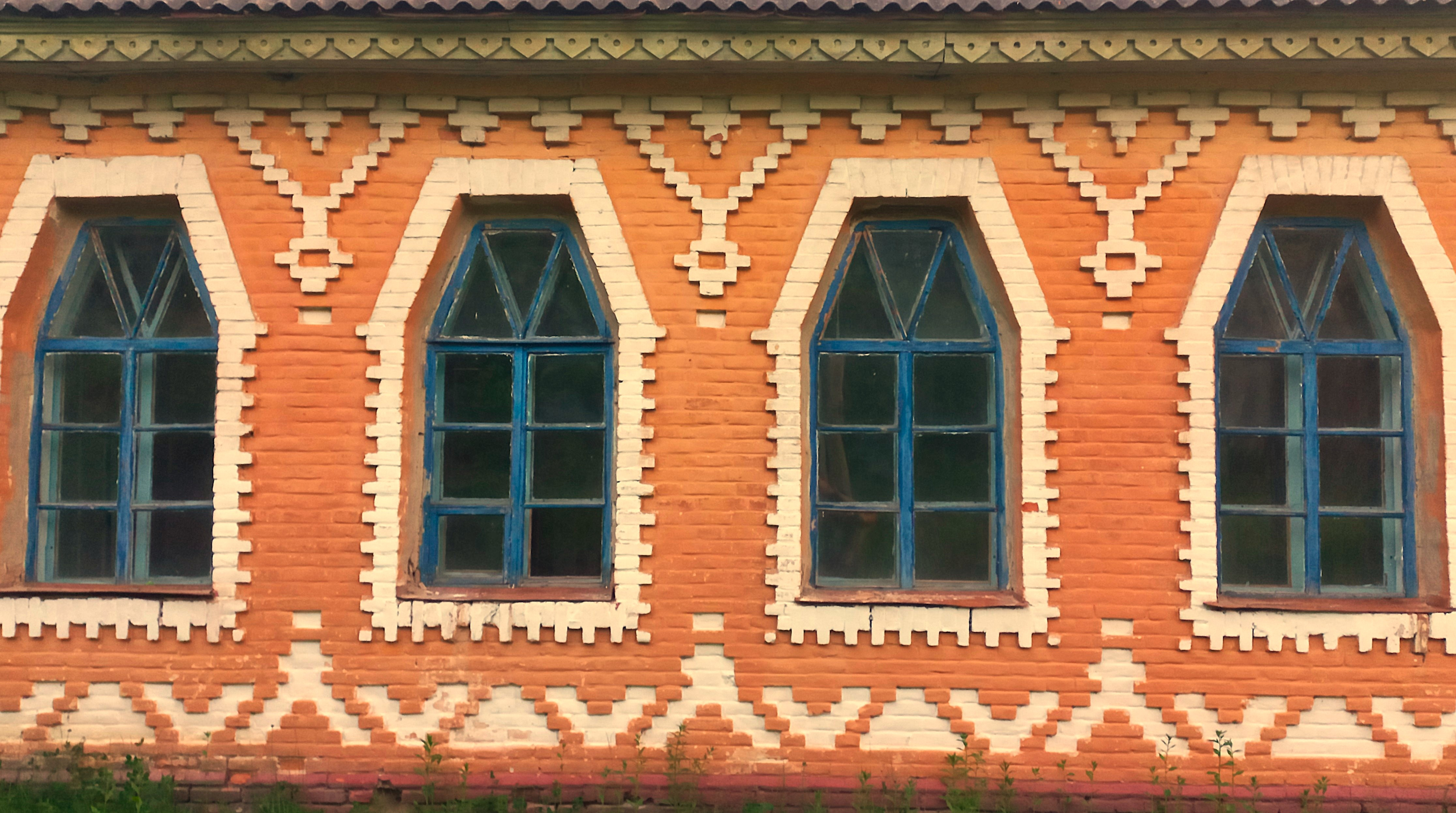
Фрагмент фасаду земської школи Брагінці
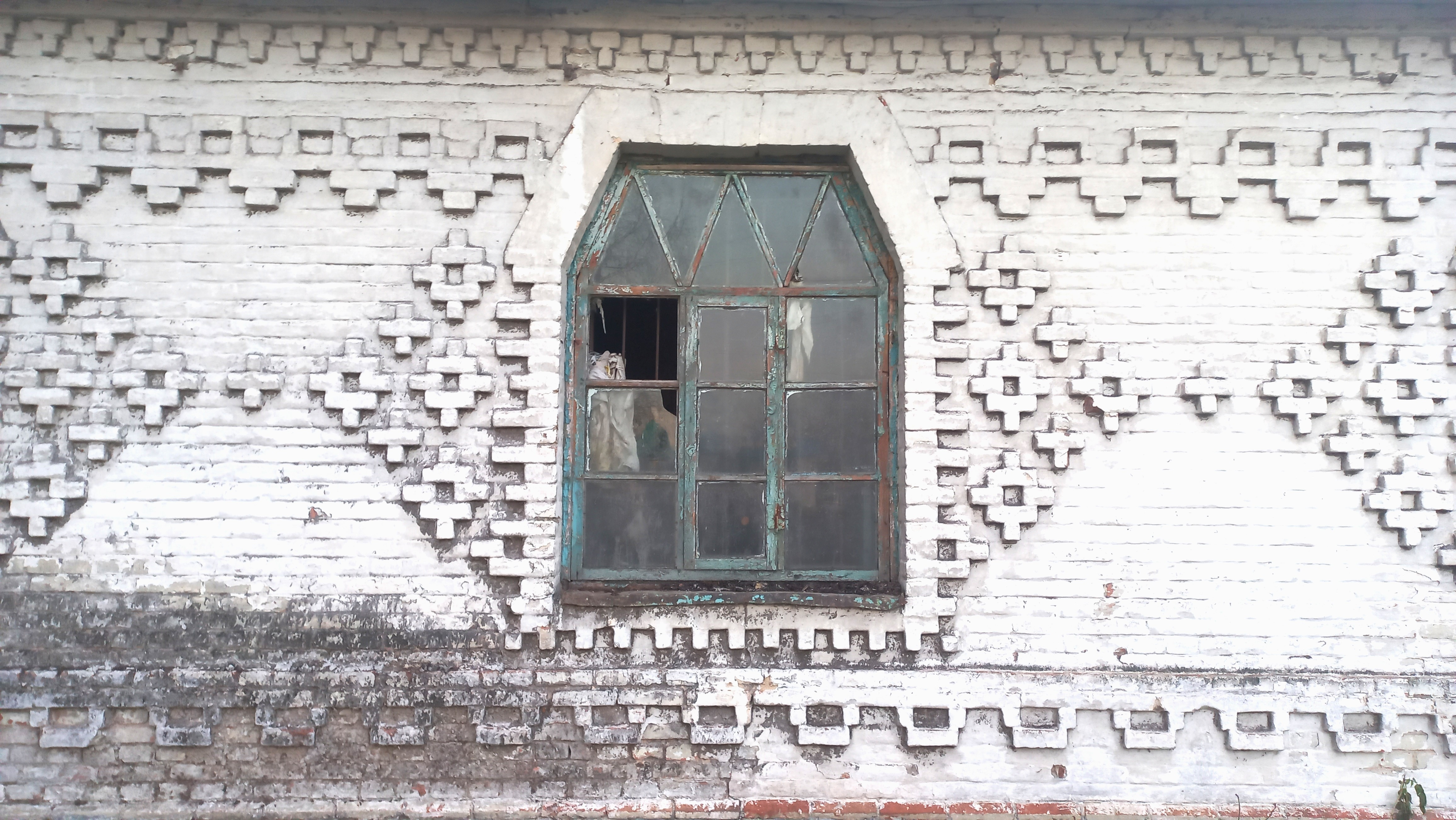
Фрагмент фасаду школи в селі Піски
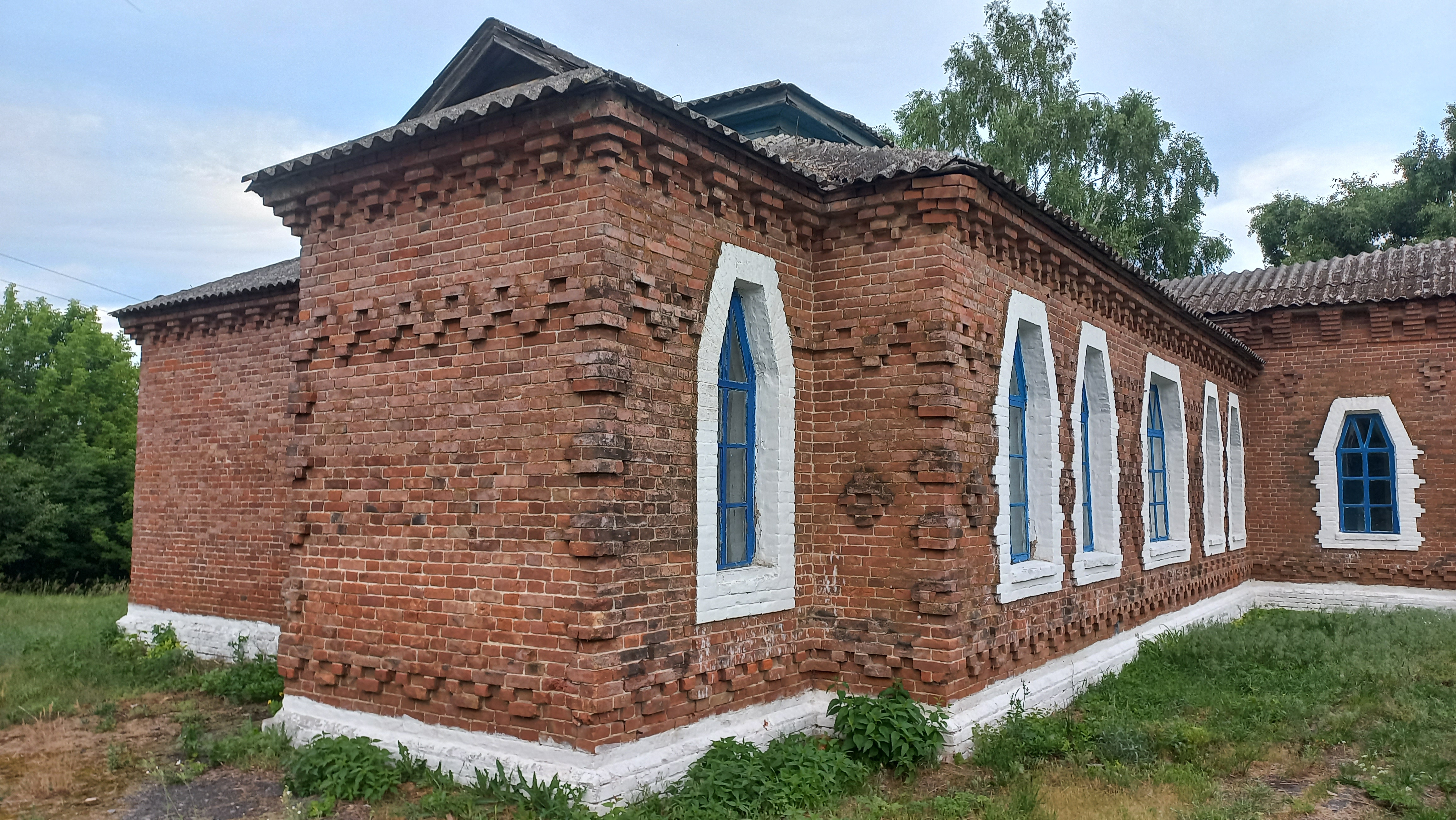
Фрагмент фасаду школи в селі Риги
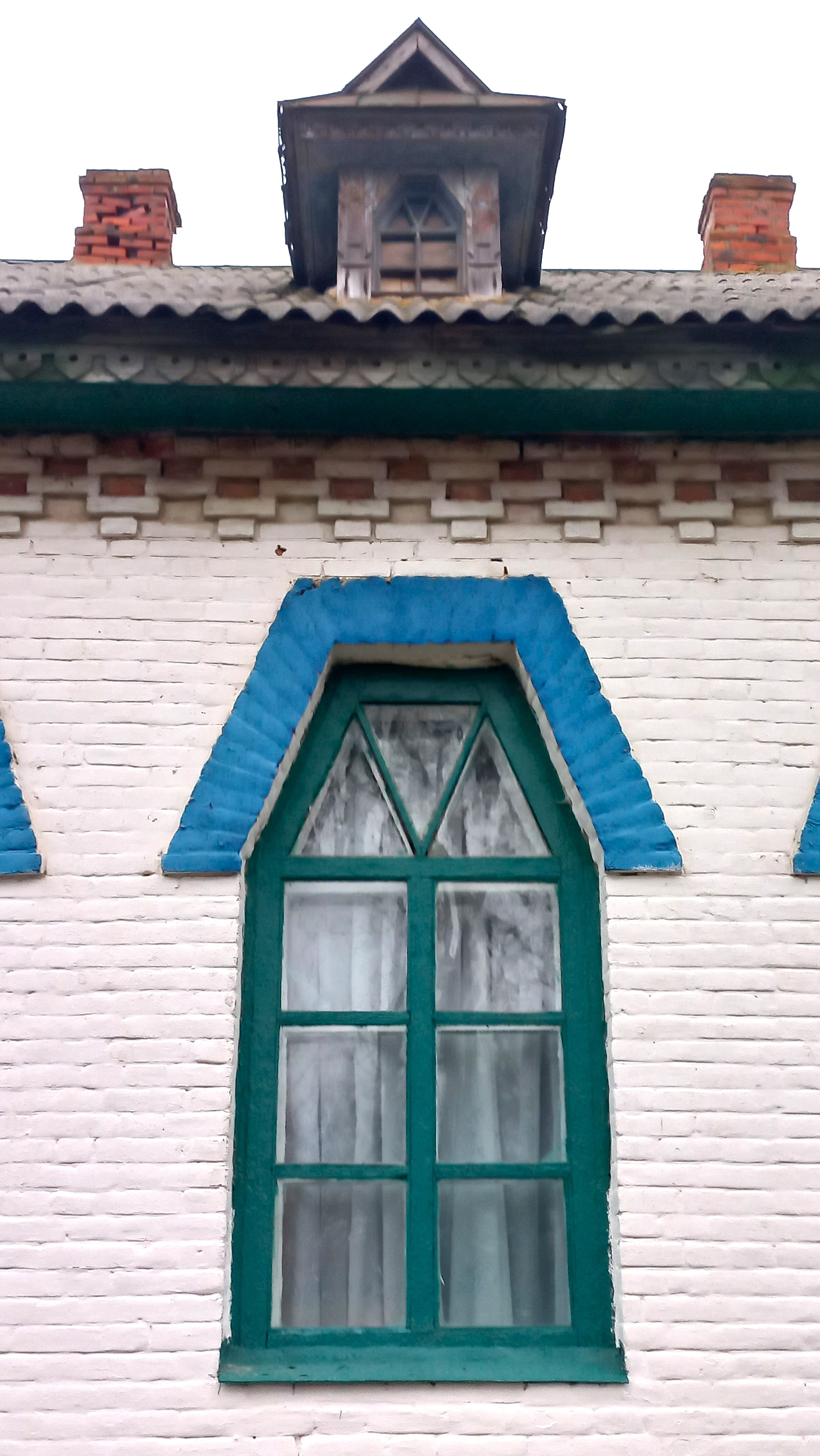
Фрагмент фасаду школи в селі Остапівка
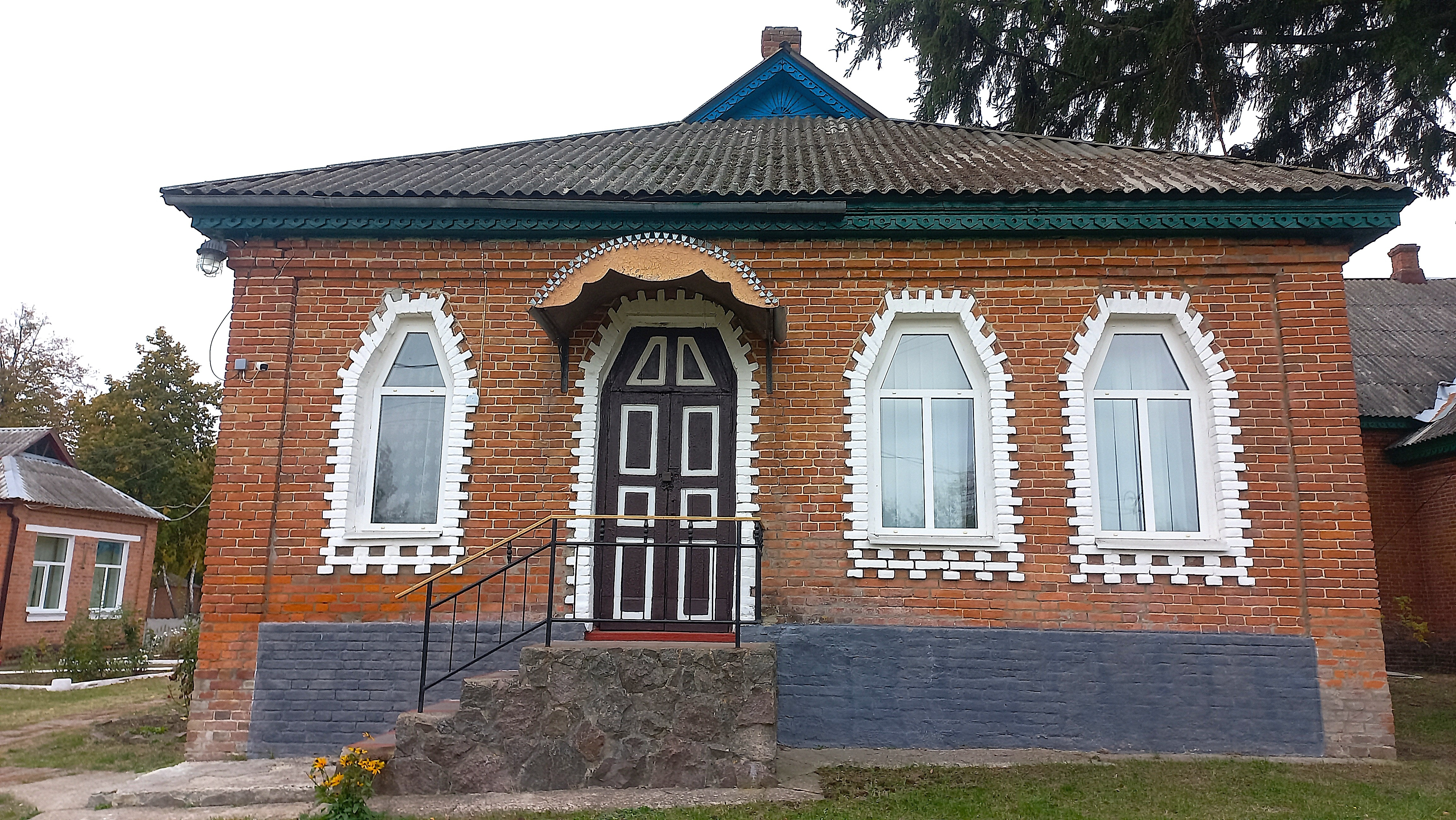
Фрагмент фасаду школи в селі Ярошівка
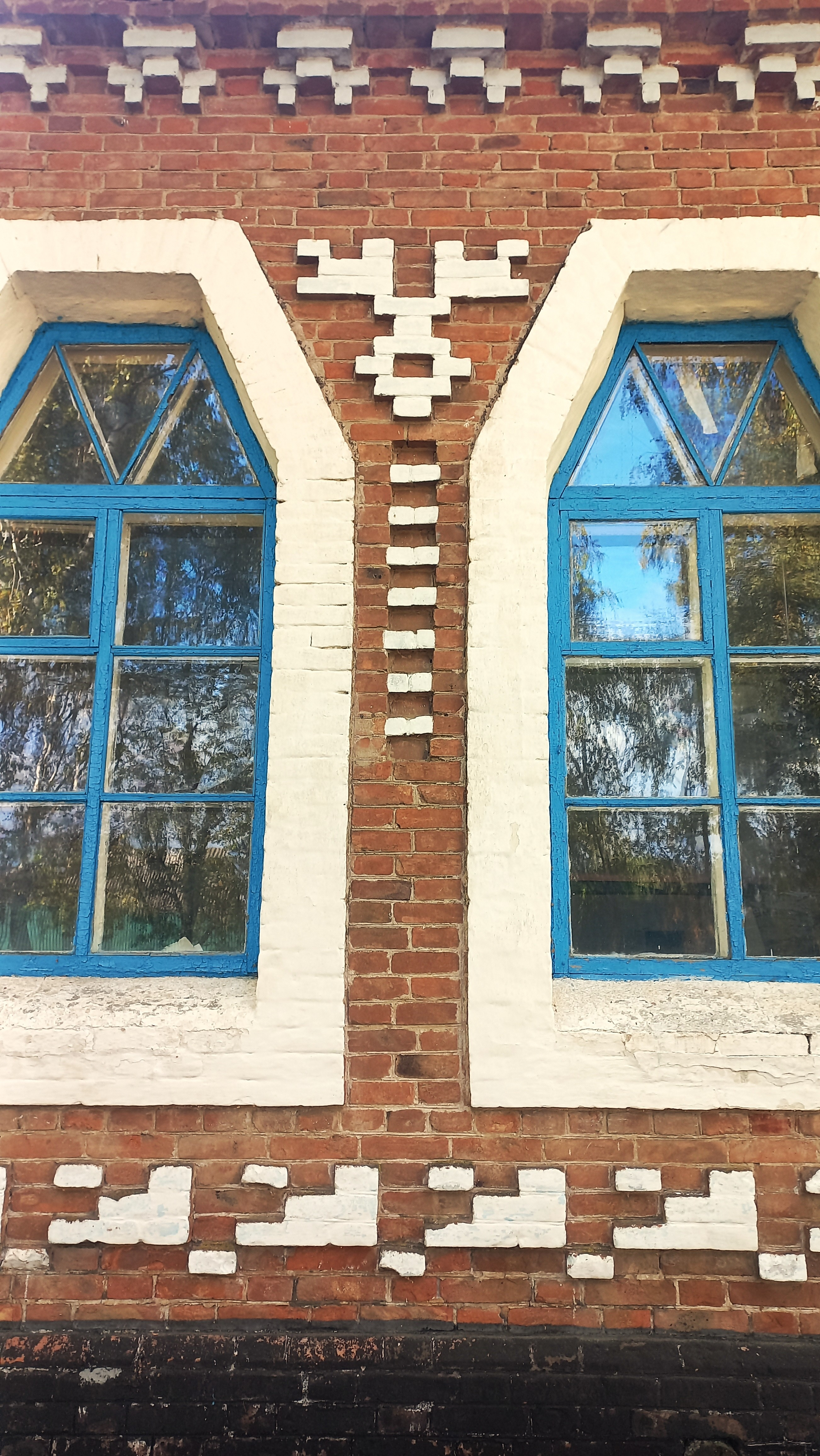
Фрагмент фасаду школи в селі Гаївщина
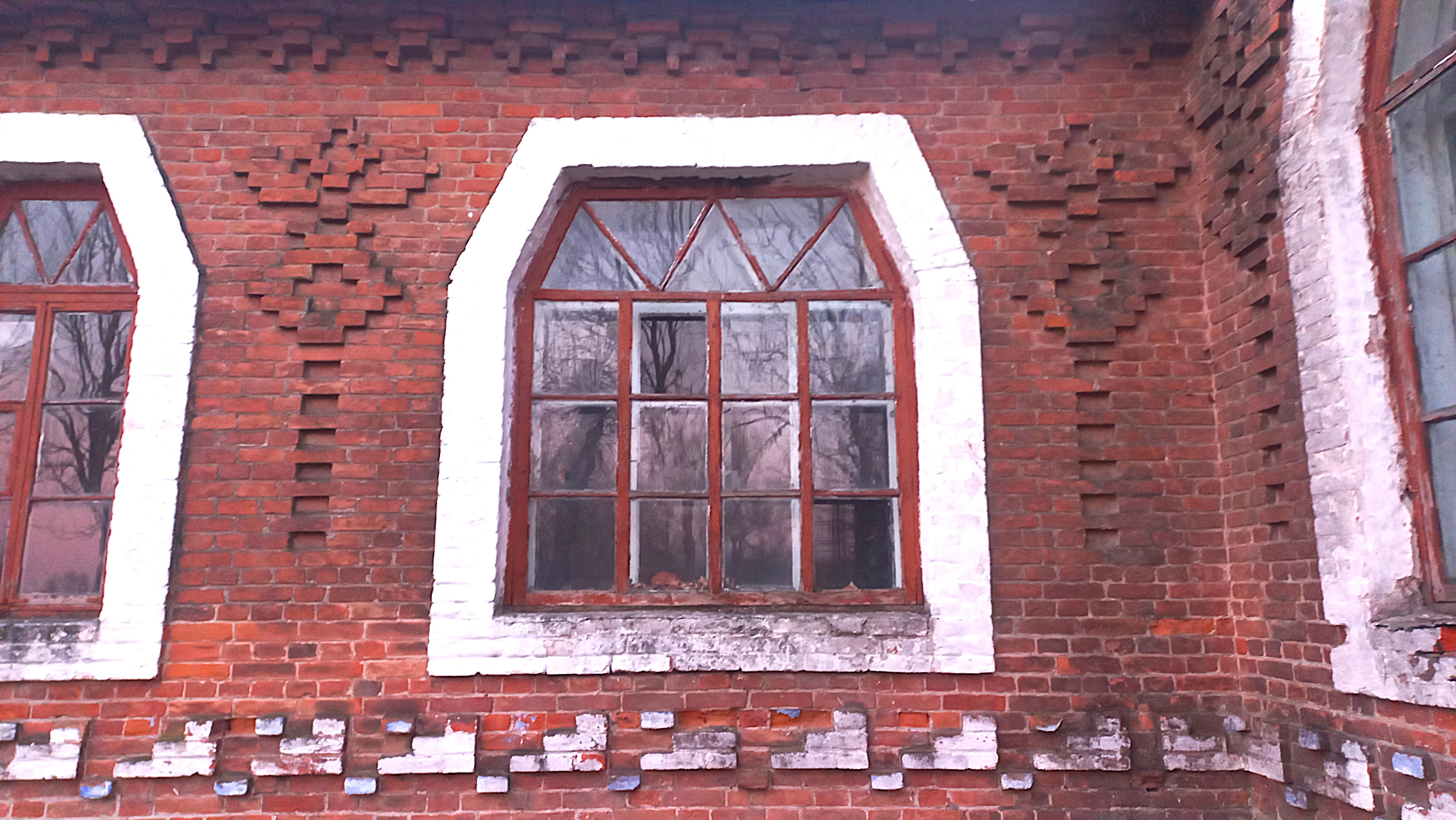
Фрагмент фасаду школи в місті Заводське
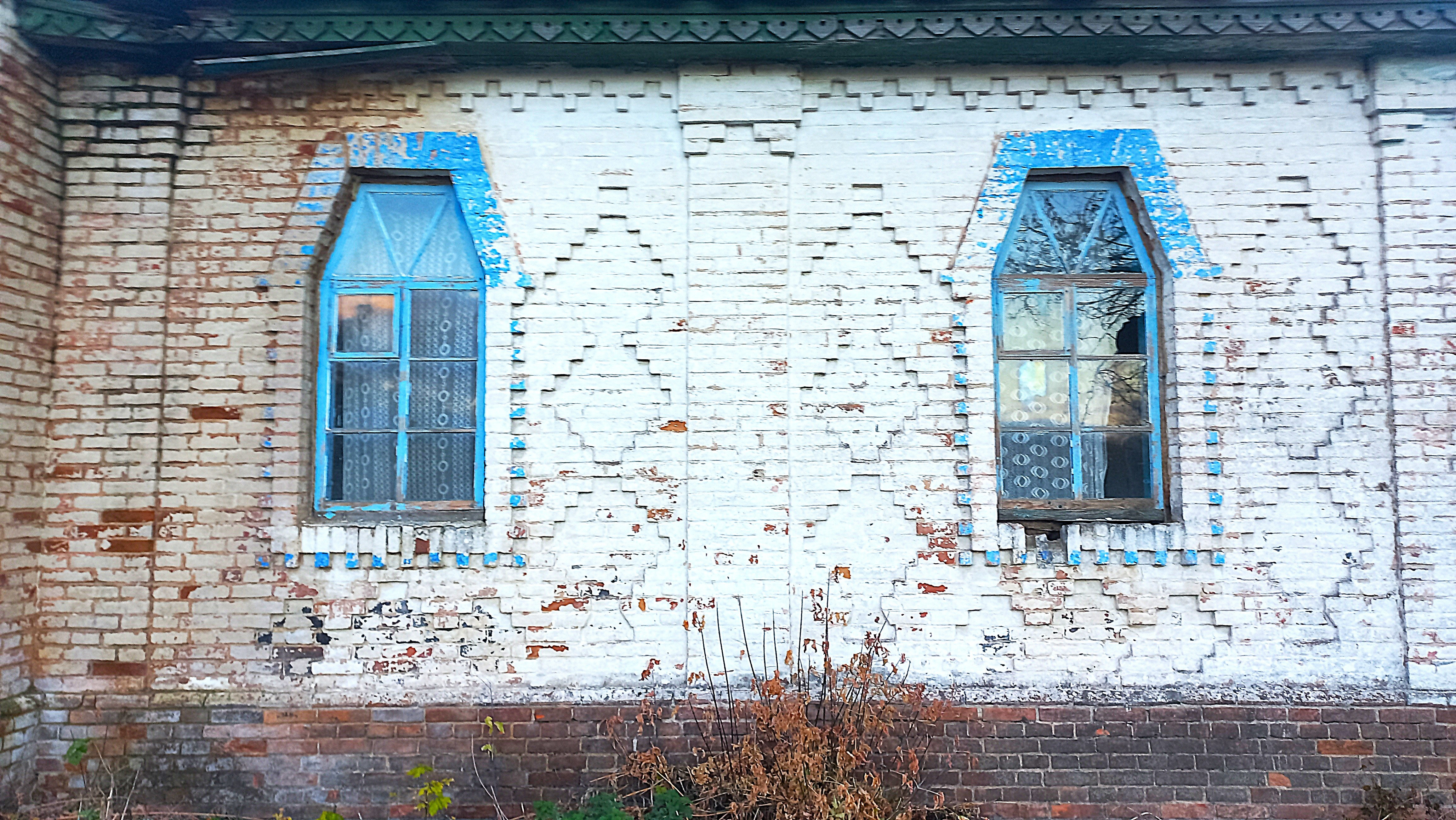
Фрагмент фасаду школи в хуторі Нове
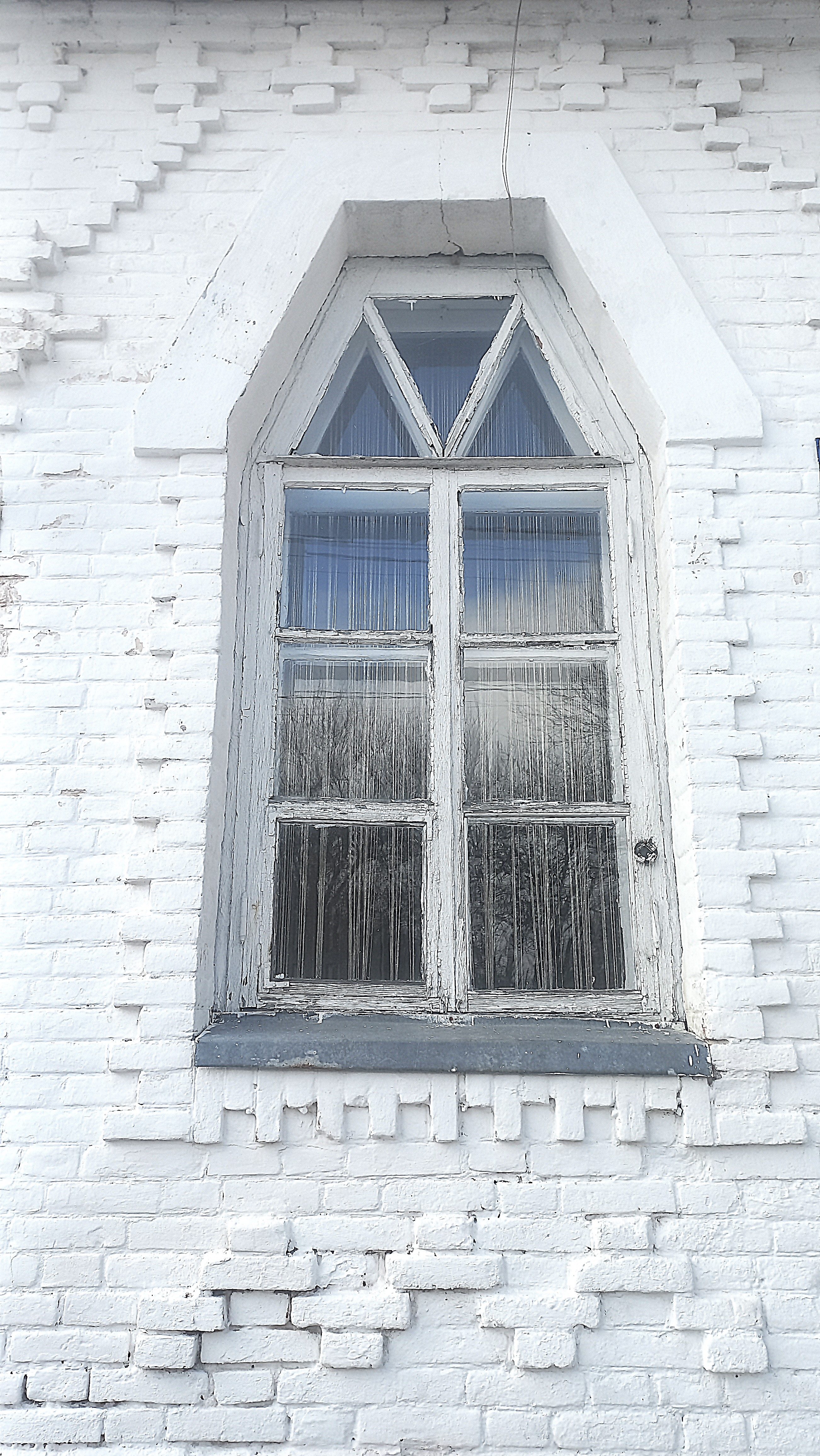
Фрагмент фасаду школи в селищі Чорнухи

### Харківський центр
Ідея створення нового українського архітектурного стилю зародилася у середовищі харківців. Цю ідею першим реалізував харківський архітектор-художник В. Г. Кричевський в будинку Полтавського губернського земства, а харківці С І. Васильківський, М. С Самокиш та М. М. Уваров виконали в його інтер'єрі розписи. Харківський центр УАМ зробив значний внесок у розвиток стилю як за кількістю споруд, так і за теоретичними розробками стилю. Тут існували різні течії УАМ. Об'єкти у цьому стилі були збудовані як у Харкові, так і у його околицях, і на Кубані.
Саме в Харкові Євген Сердюк і Маріан Харманський споруджують в формах УАМ перший комплекс будівель науково-дослідного призначення — Харківську сільськогосподарську селекційну станцію (просп. Героїв Харкова, 142, 1909—1911 рр.). Всього на території Харкова збереглося понад 20 будівель в стилі українського архітектурного модерну. Значний внесок у будівлі цього стилю зробив у Харкові С. П. Тимошенко. За його проєктом у 1912—1914 роках побудовано будинок Івана Бойка, де у під'їзді збереглися настінні розписи Миколи Самокиша в українському стилі, у 1913—1915 роках особняк Томіцького, де збереглися двері з українськими орнаментами, а під'їзд вистелено жовто-блакитною плиткою місцевого виробництва та ще близько 5 будівель.
Визначними будівлями в цьому стилі також є прибутковий будинок Піотровського (1912) з бюстом Т. Г. Шевченка, Харківське художнє училище (1912—1913), яке зустрілося з критикою з боку українофобних політиків, власний будинок архітектора Петра Величка (1909—1910), складне училище на Павлівій дачі (1914—1915), будинки Висоцького (1912), Безкевича (1912—1914) тощо. Деталі українського архітектурного модерну, зокрема трапецієподібні вікна, орнаменти чи майоліку, можна також побачити на прибутковому будинку Сукачова (1913), будинку на вул. Б.Хмельницького, 17 (1913), прибутковому будинку Бергера (1912—1913), прибутковому будинку Компанійця (1910—1911).

Після початку радянської окупації український архітектурний модерн та його мотиви деякий час продовжували застосовуватися. У поєднанні УАМ з конструктивізмом у 1920-х зведено чи реконструйовано будинок Наркомпраці, 1926 року зведено НДІ експериментальної ветеринарії. Важливою спадщиною стилю також є ряд котеджних будинків (1923—1924) авторства В. К. Троценка, частина з яких знесена в останні роки. У 1925—1928 роках із застосуванням деяких елементів стилю зведено будинок «Червоний банківець». 1928 року для відкриття будинку літераторів ім. Василя Блакитного за проєктом А. Й. Страхова інтер'єри колишнього музею церковних старожитностей переробили у стилі українського модерну, прикрасивши приміщення архітектурними деталями стилю, розписами та меблями. Частина будівель цього стилю була знесена чи надбудована у радянський період. Так будинки Бойка, Безкевича та ін. втратили значну частину деталей.

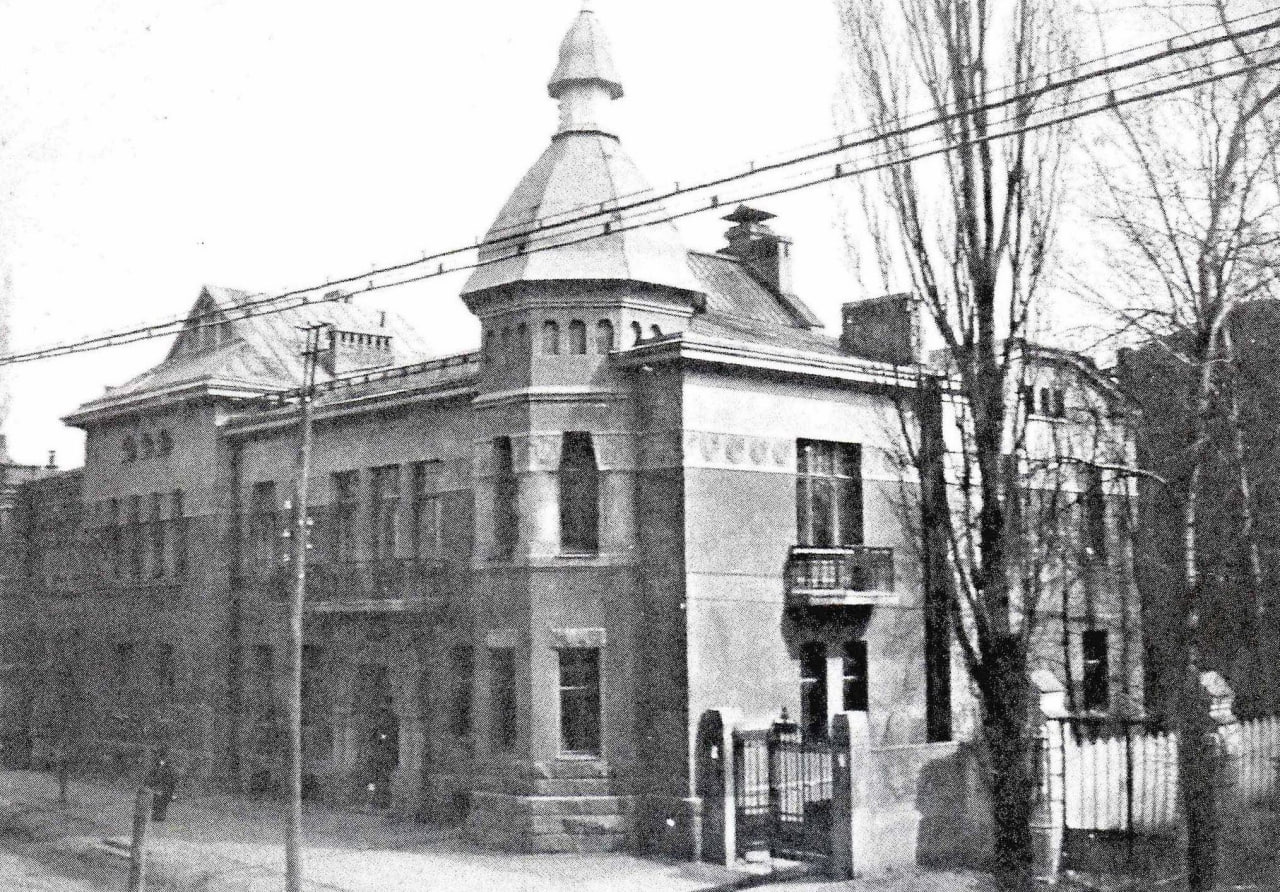
Будинок Бойка (1910-ті)
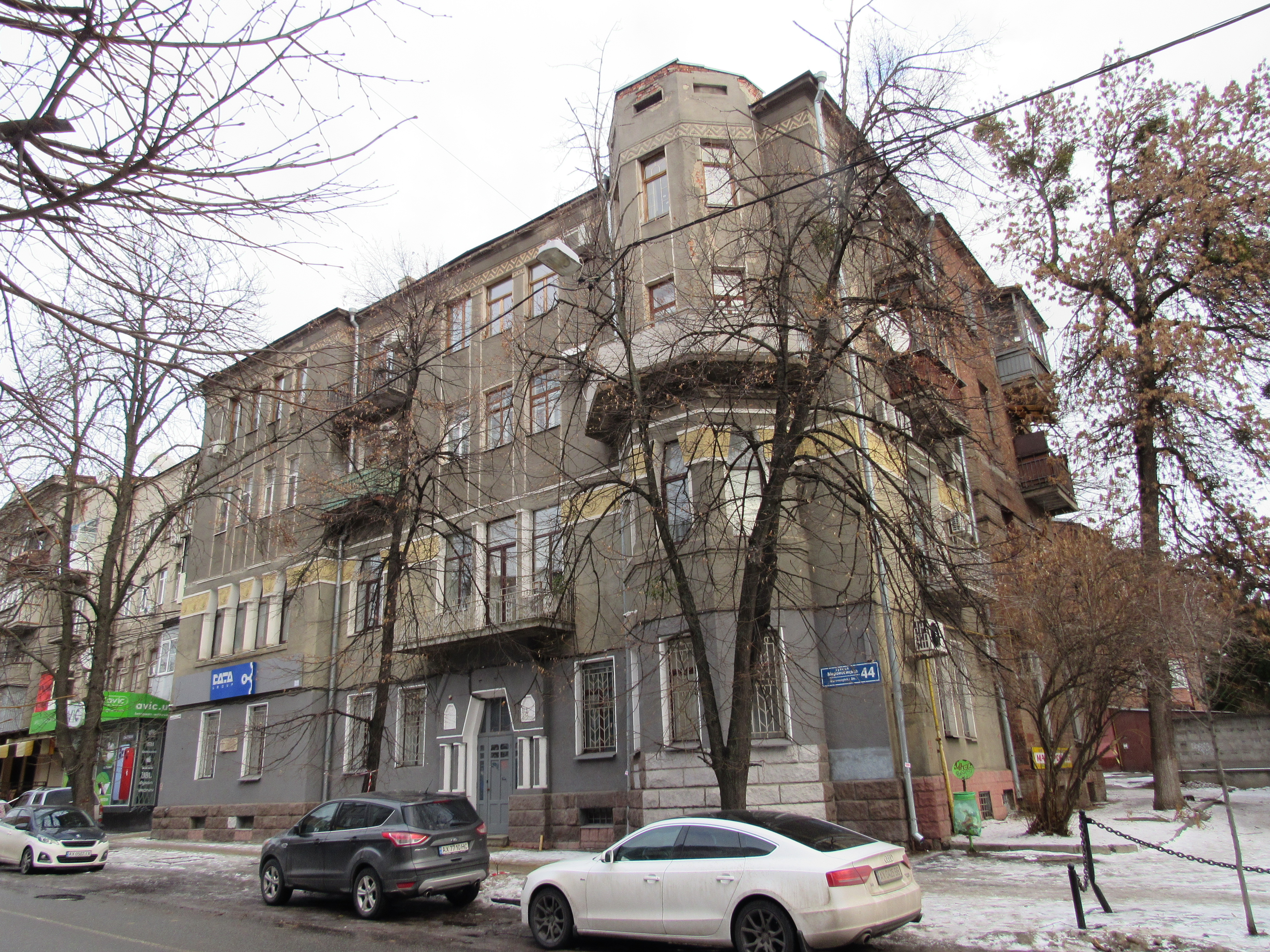
Будинок Бойка (сучасний стан)
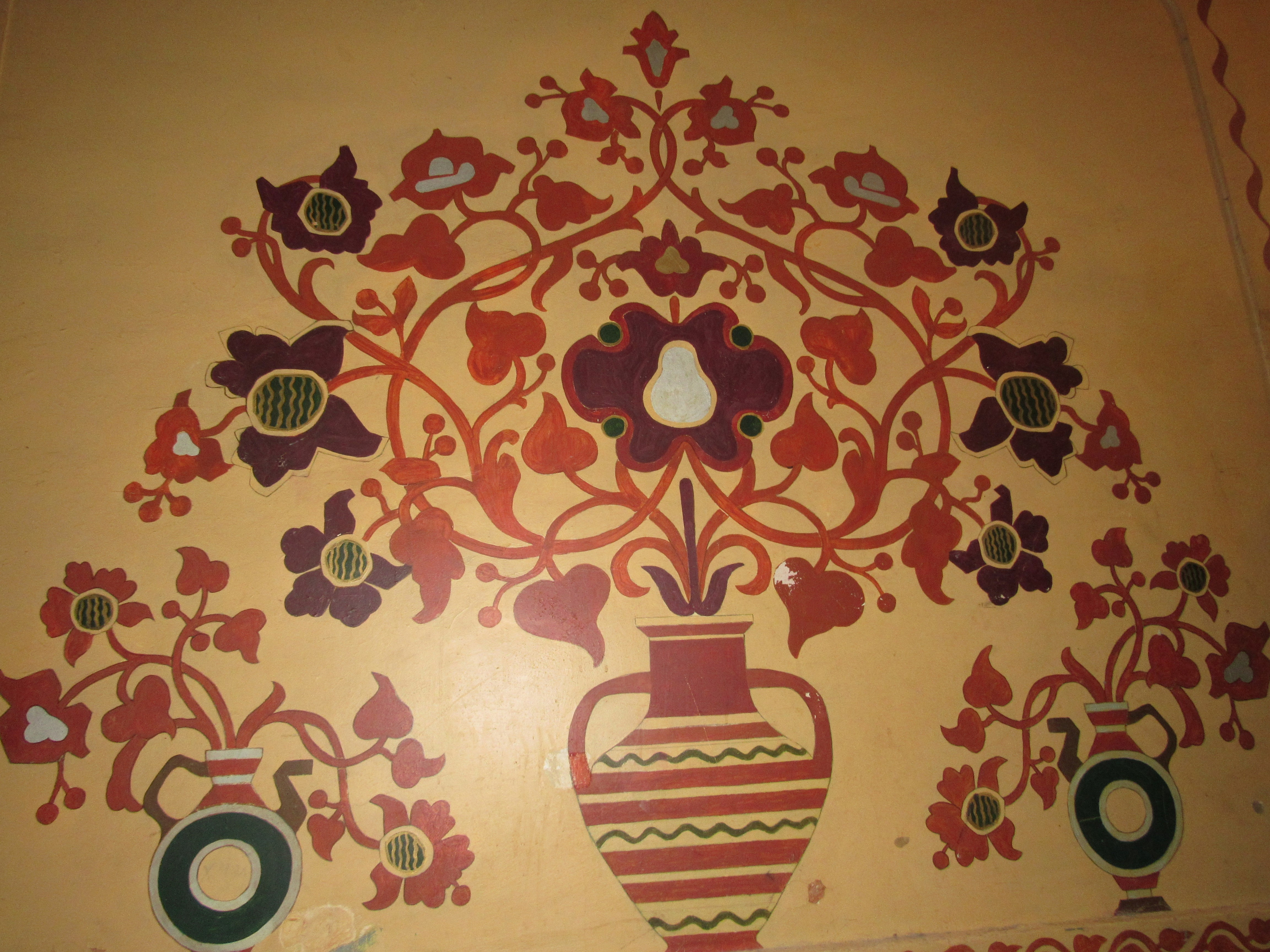
Розписи М.Самокиша у будинку Бойка
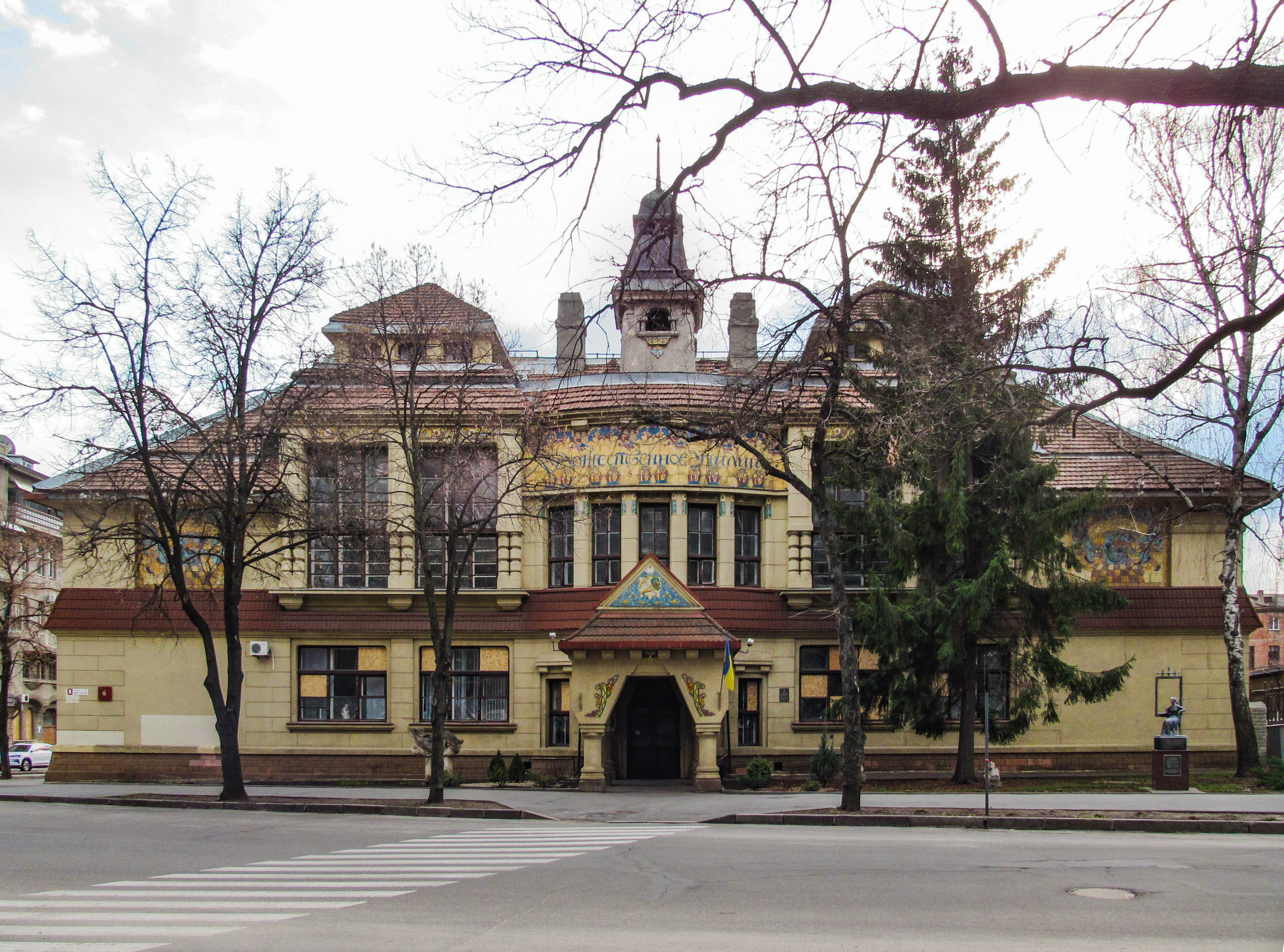
Будівля Харківського художнього училища
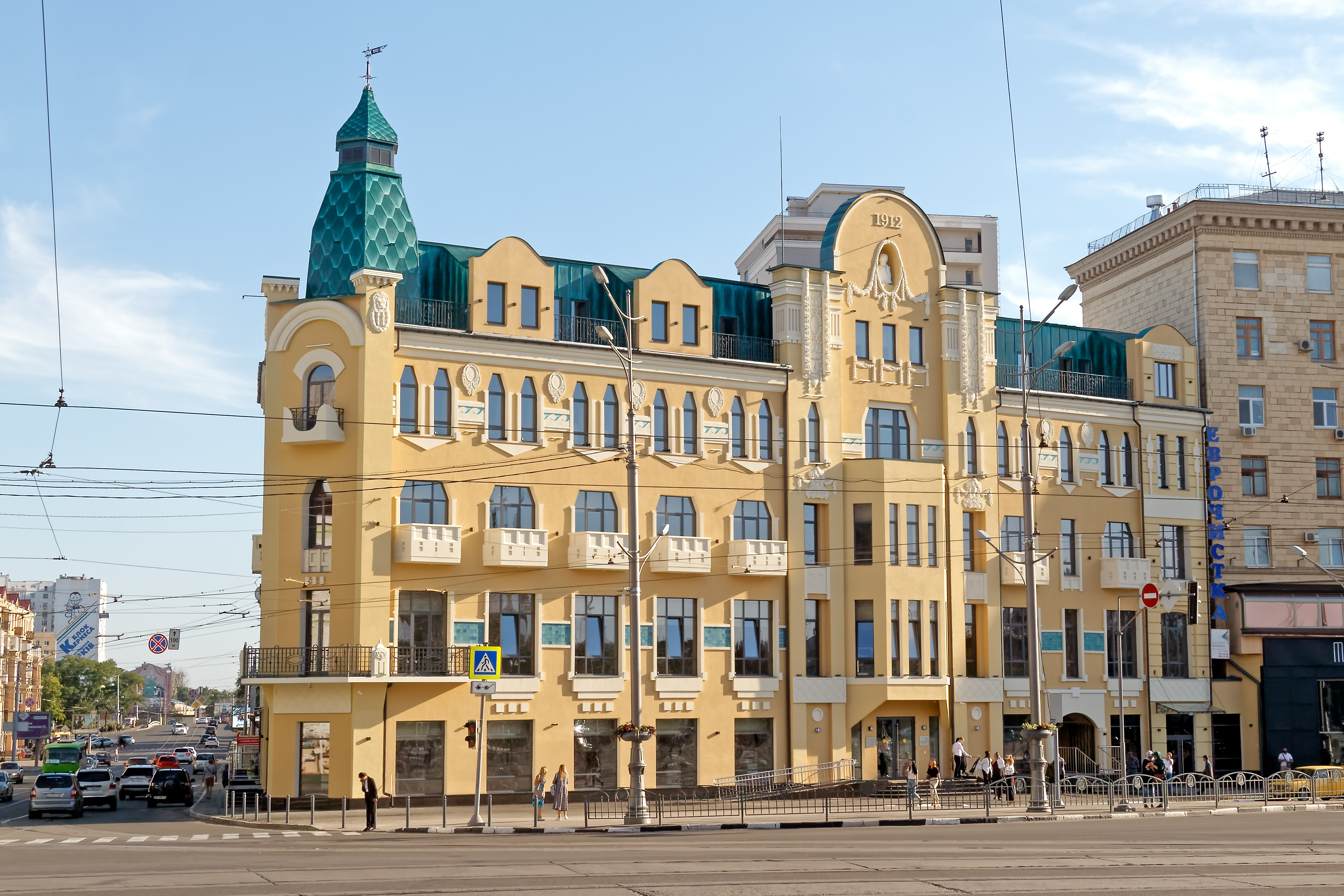
Прибутковий будинок Піотровського
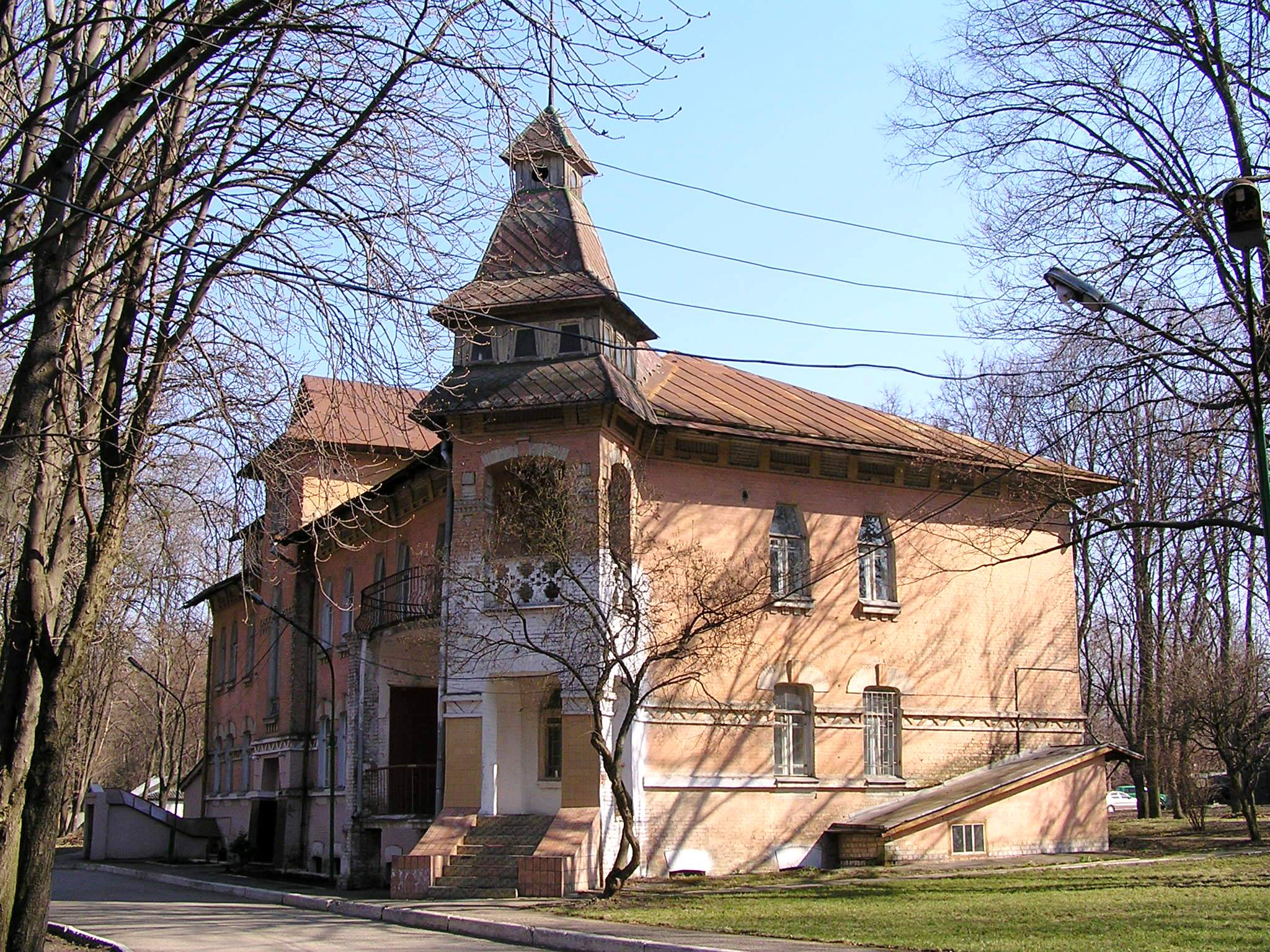
Будівлі Харківської селекційної станції
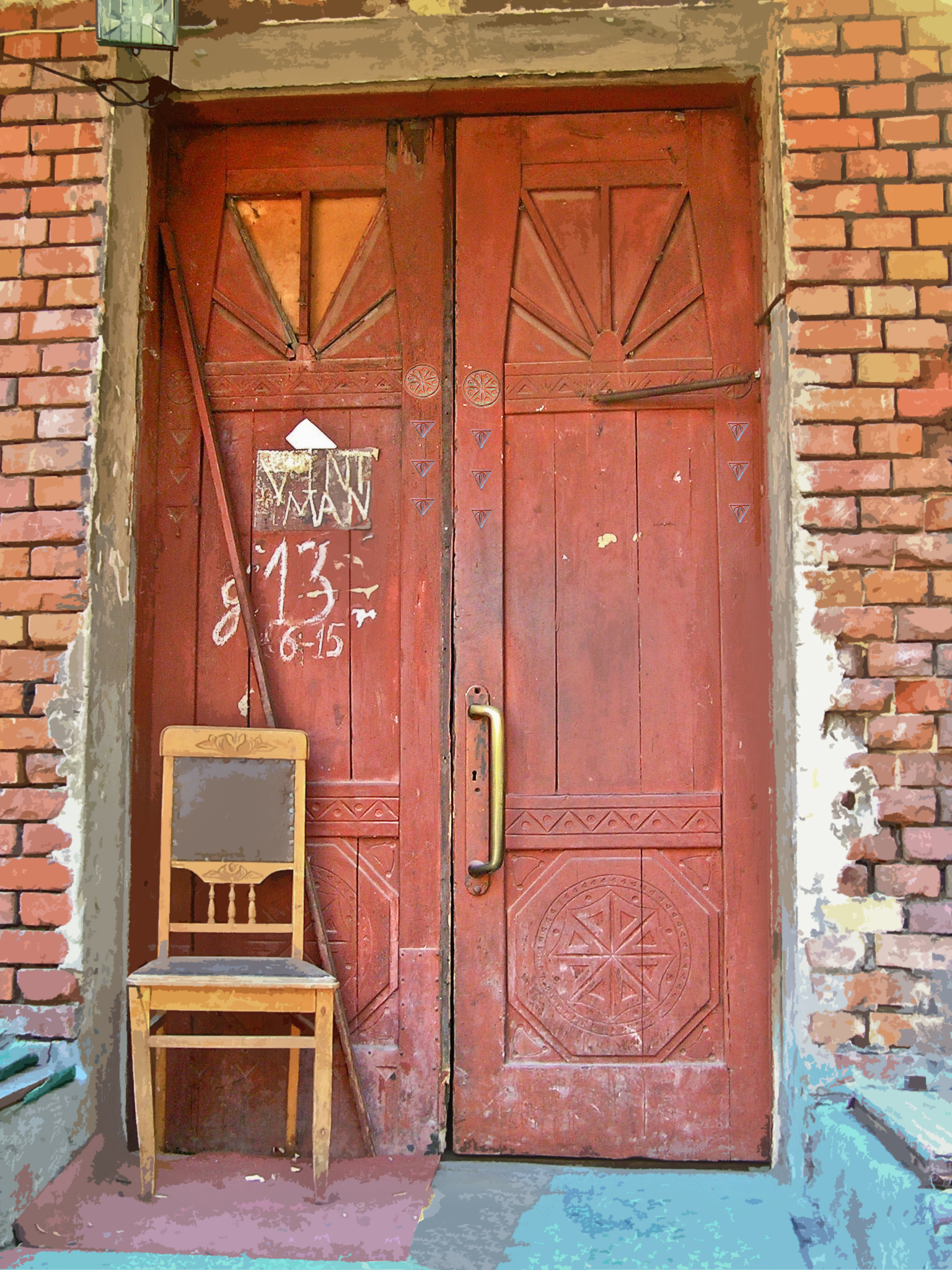
Вхідні двері особняка Томіцьких
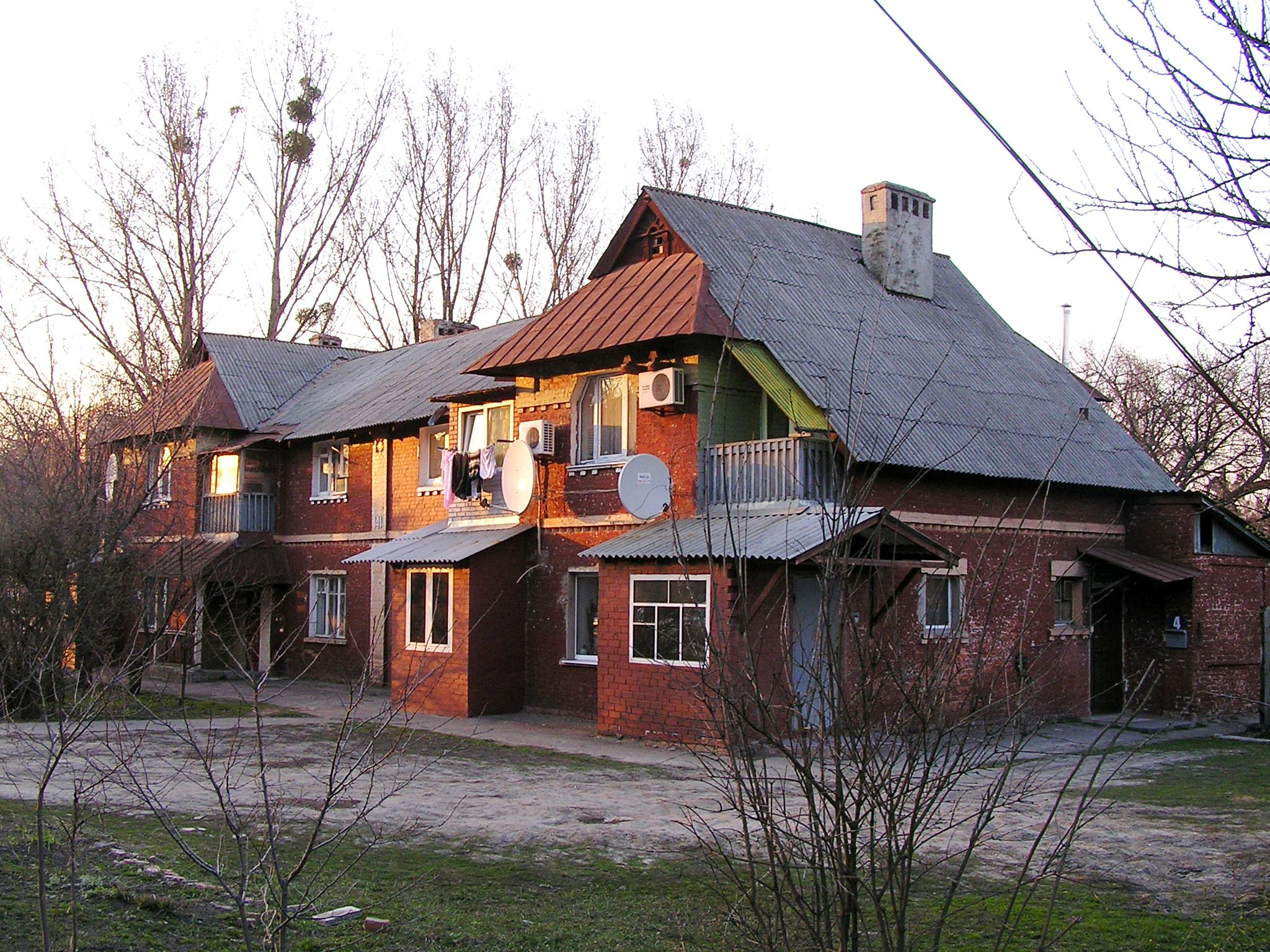
Котеджі робітничого селища
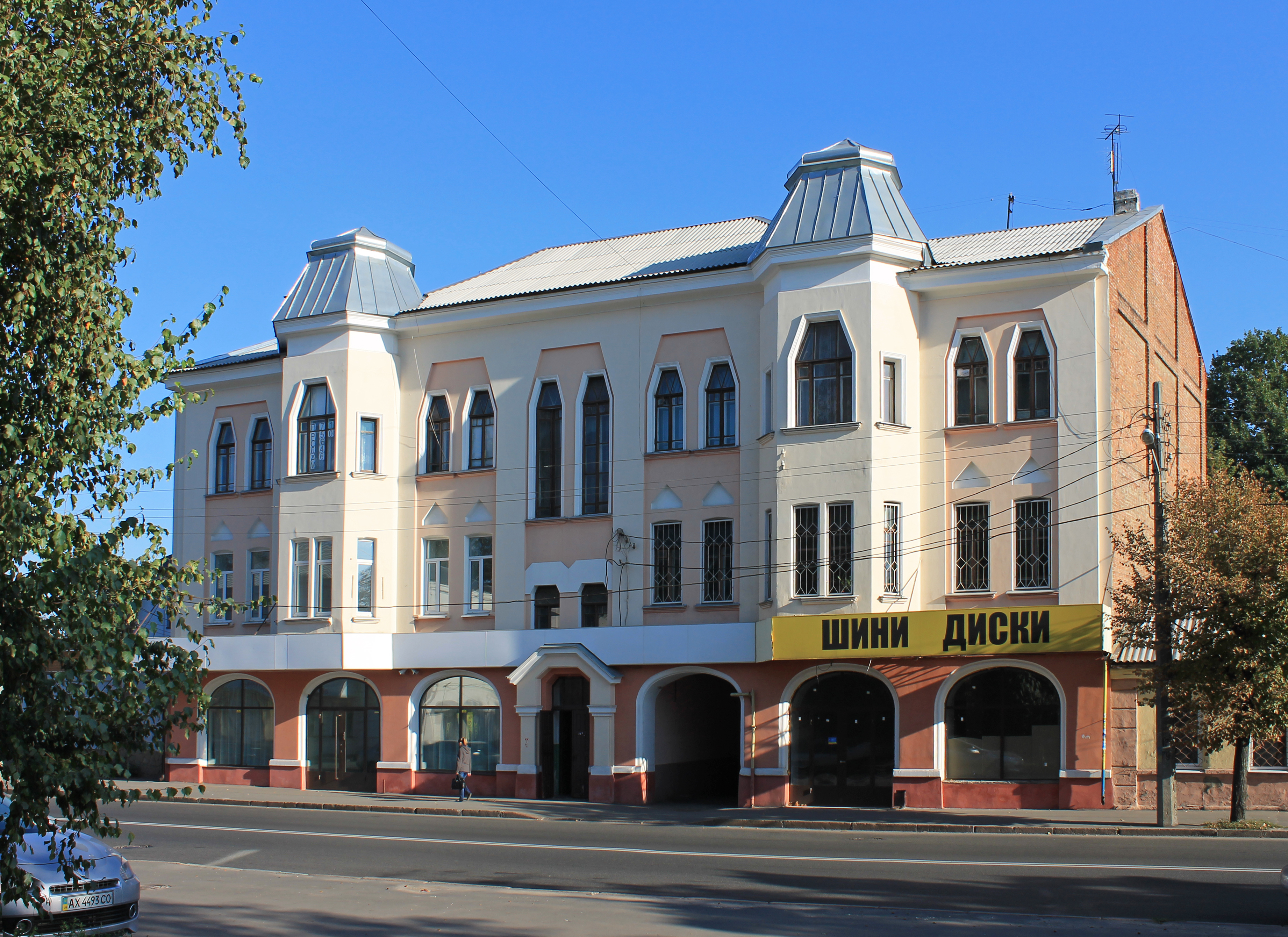
Прибутковий будинок Петіна

### Львівський центр
Львівські архітектори вироблювали місцеві варіанти УАМ, в якому регіональні особливості передували тим, що долинали зі сходу України. Разом з тим досить красномовним стає бажання львівських митців хоча б частково підхопити та розвинути деякі характерні форми народно-стильової архітектури Наддніпрянщини зокрема трапеційні прорізи у порталах та вікнах, хоча ці теми в Галичині так і не стали настільки панівними, як це ми бачимо в Центральній та Східній Україні.

Найвідомішою спорудою в цьому стилі у Львові є будинок страхового товариства «Дністер» (вул. Руська, 20), споруджений за проєктом архітектора Івана Левинського.

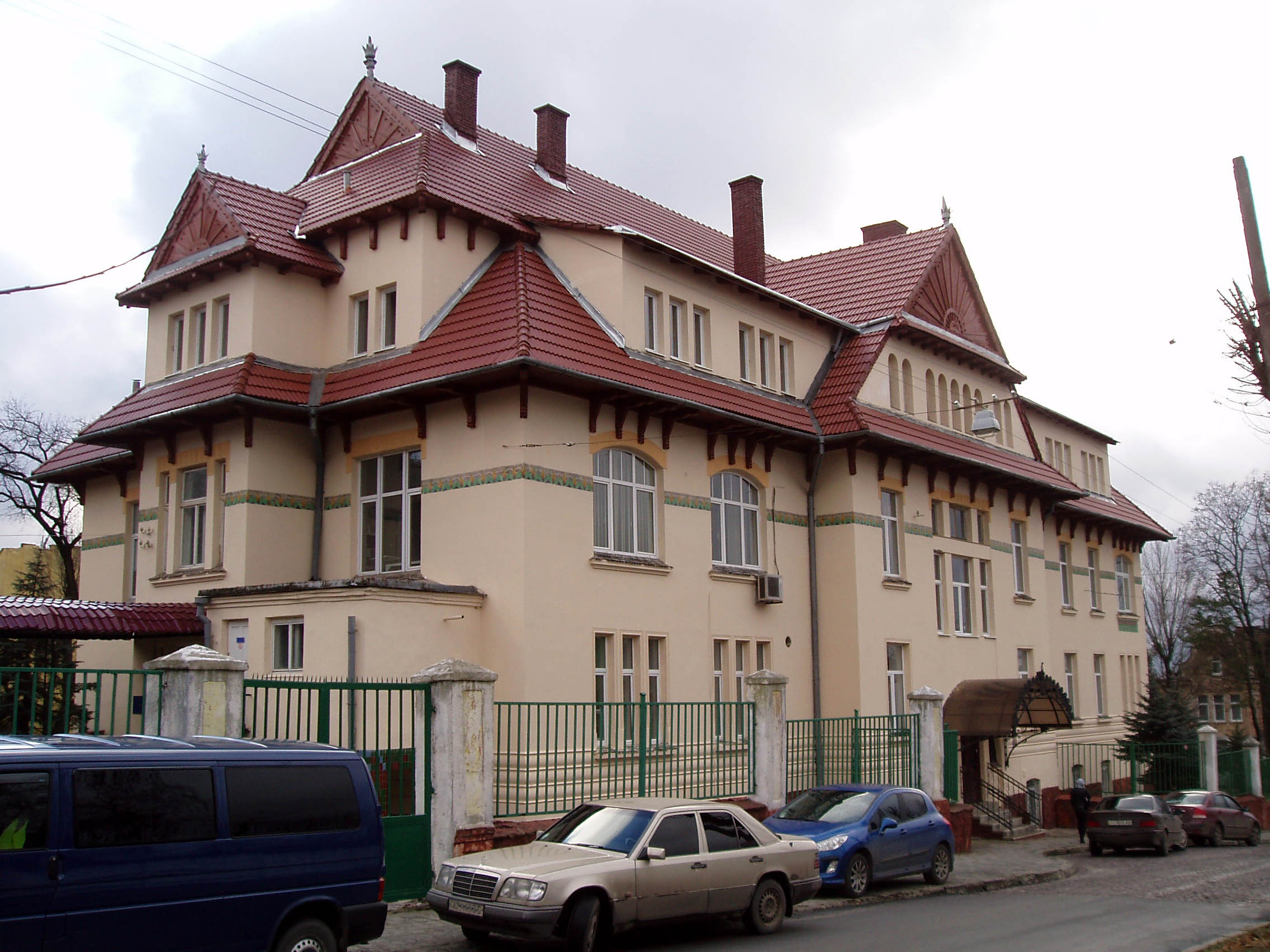
Колишня клініка Солецького, в архітектурі якої використовували народні гуцульські та закопанські мотиви, архітектор Олександр Лушпинський
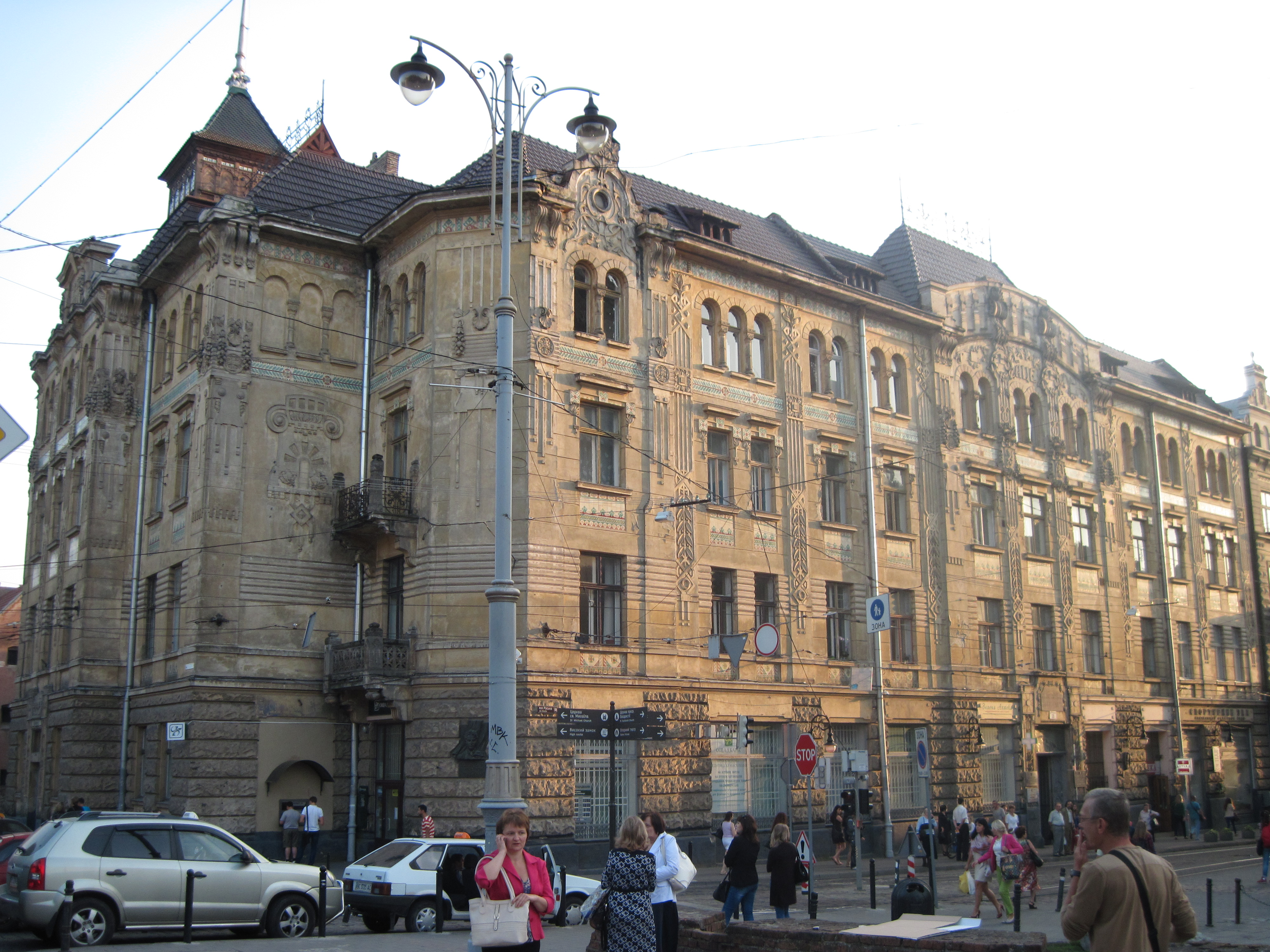
Будинок страхового товариства «Дністер»

### УАМ у Катеринославі
Окремі будинки УАМ були побудовані також у Катеринославі.
Перший будинок у стилі УАМ в Катеринославі було споруджено 1908 року — дім на Кавалерійській вулиці, 22 (проєкт інженера І. М. Труби). В цьому рядовому двоповерховому будинку було кілька житлових квартир.
Значно більш претензійним здається будинок на Пороховій вулиці (сучасна Кавалерійська вулиця), 22, що розташовано в глибині двору, але на головному фасаді має досить багату цегляну орнаментацію. У сільській місцевості Катеринославщини одним з перших будинків, збудованих у народностильовій архітектурі стає будинок Просвіти у селі Мануйлівка (1909 рік, проєкт І. М. Труби).

Серед катеринославських будинків початку XX ст. найвизначнішою пам'яткою, що увібрала народні мотиви, став величний будинок інженера В. М. Хреннікова. Будинок Хреннікова одразу увійшов до числа видатних споруд міста, він, ще не закінчений будівництвом, на початку 1913 р. потрапив до розділу «Достопримечательности города» у книзі «Весь Екатеринослав» (1913, с 126).

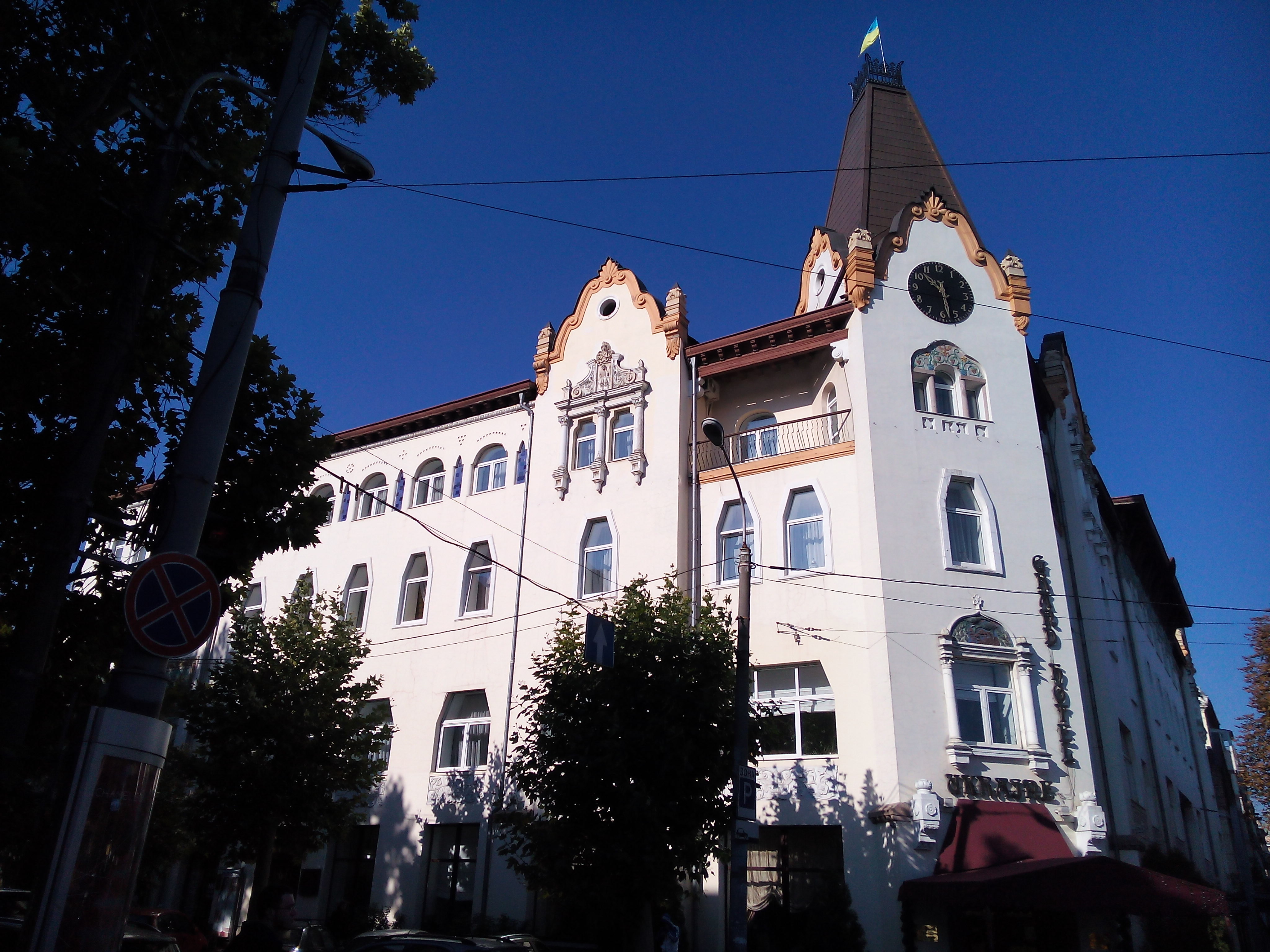
Будинок Хреннікова, Дніпро

### УАМ в інших регіонах України
- В Одесі у стилі УАМ збудований житловий комплекс на вул. Пироговській, 3 (1911–1916 роки, архітектор Я. М. Пономаренко). Шість будинків цього комплексу утворюють певний ансамбль. Це перший ансамбль житлових будинків у стилі УАМ.
- В Умані на вул. Малофонтанній, 25 на початку ХХ-го століття було побудовано гімназію, яка має характерні ознаки стилю українського модерну.
- Тульчин Будинок рад, арх. М. І. Шпандель, інж. Гроздовський, 1927 р., вул. Леонтовича, 51
- У Чернігові і на Чернигівщині у стилі УАМ також збудовано кілька будинків, зокрема школи.[34]
- В Дунаївцях у подібному стилі збудований Палац Красінських на початку 20 ст.

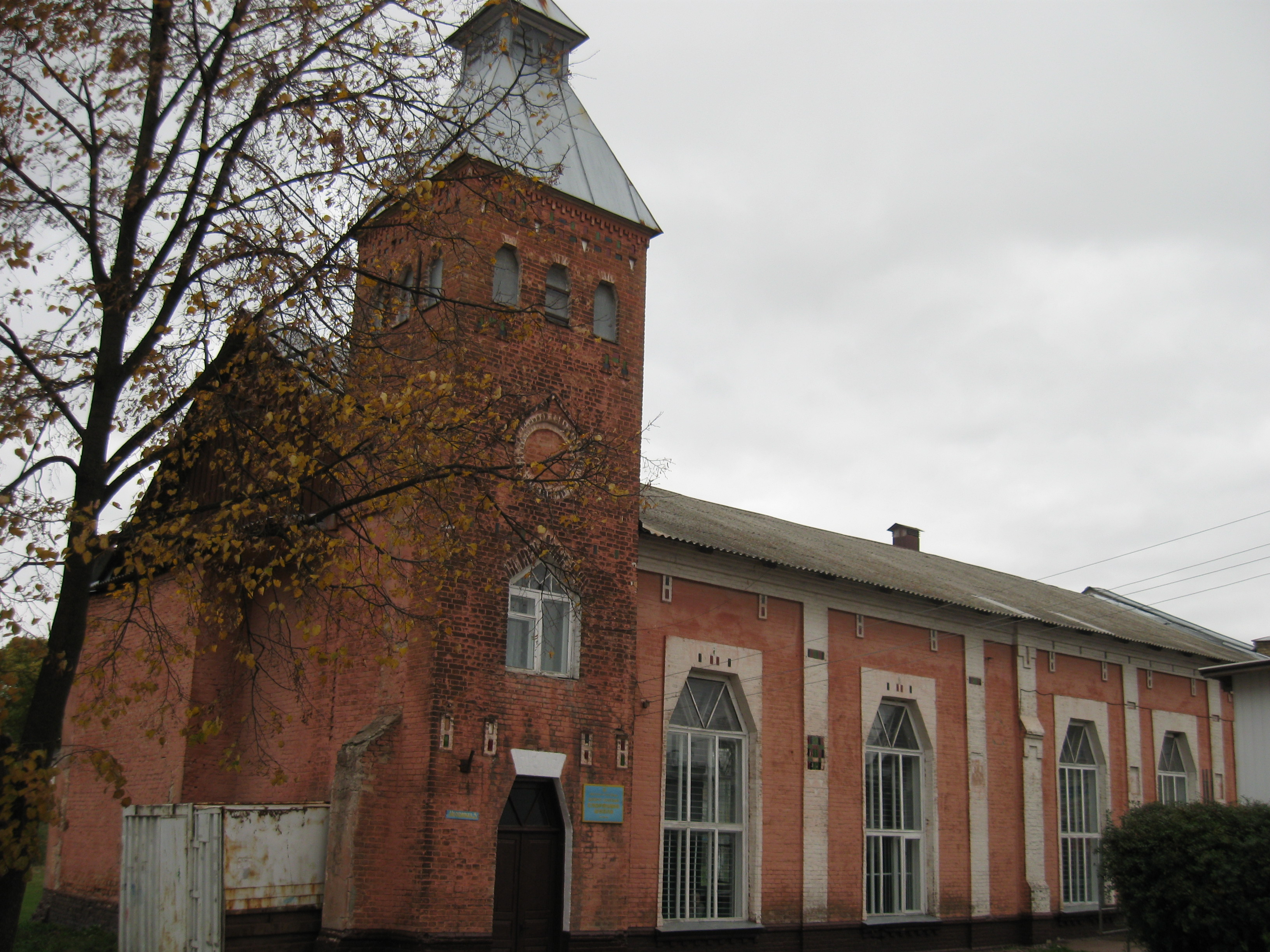
Будинок колишньої електростанції (тепер спортивна школа) у Ніжині
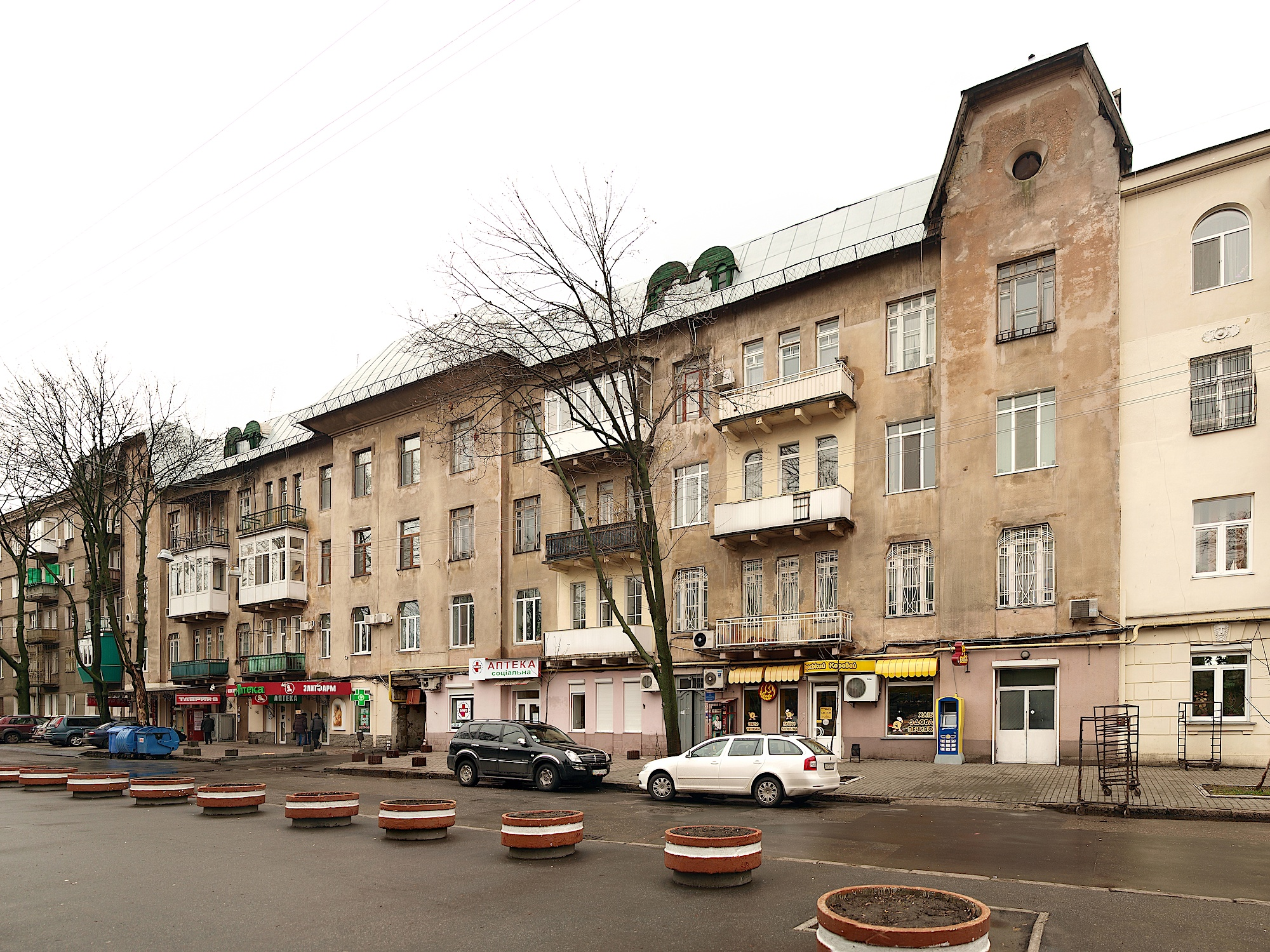
Комплекс житловий товариства домовласників, Одеса
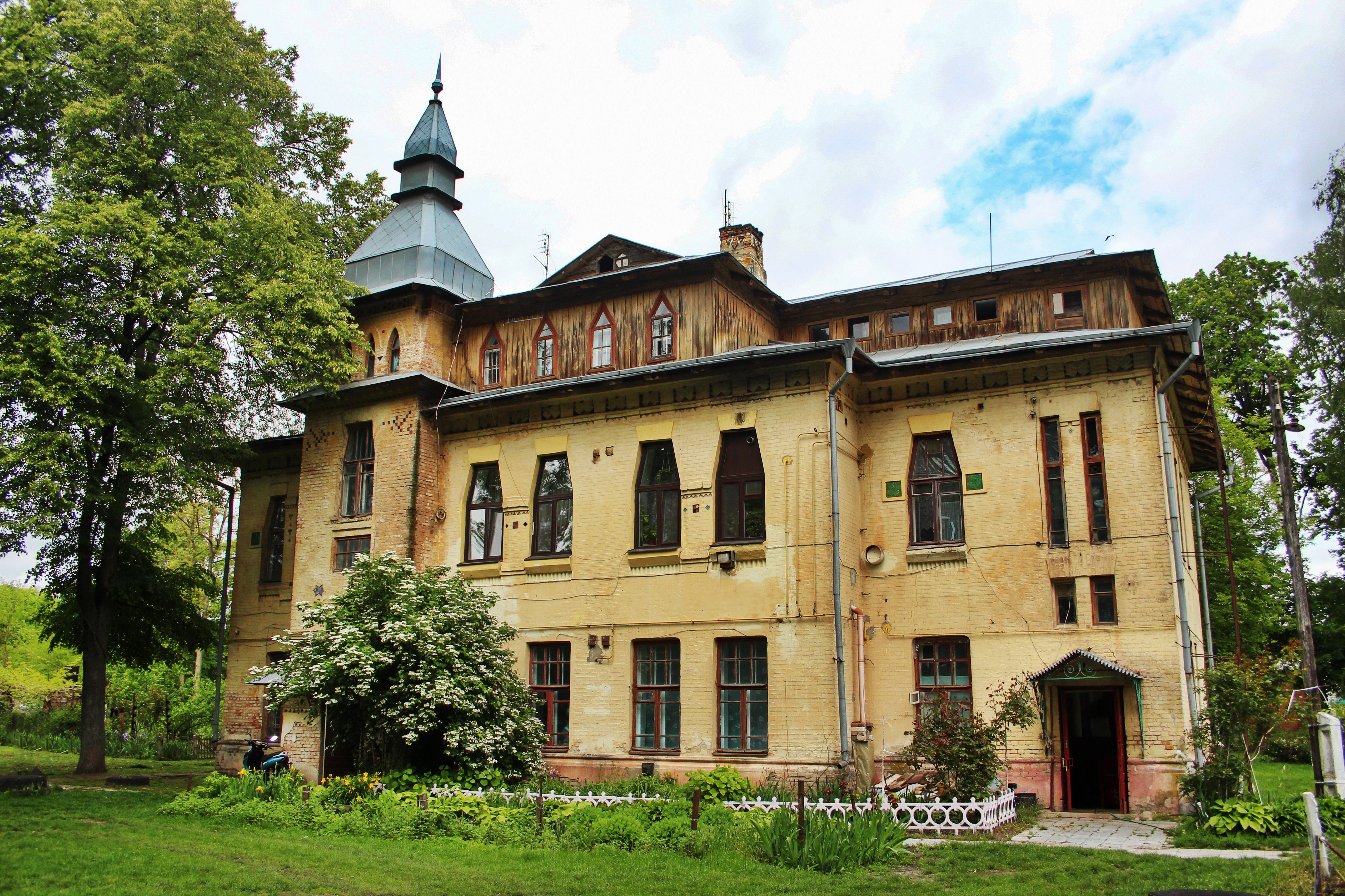
Будівля Носівської сільськогосподарської дослідної станції
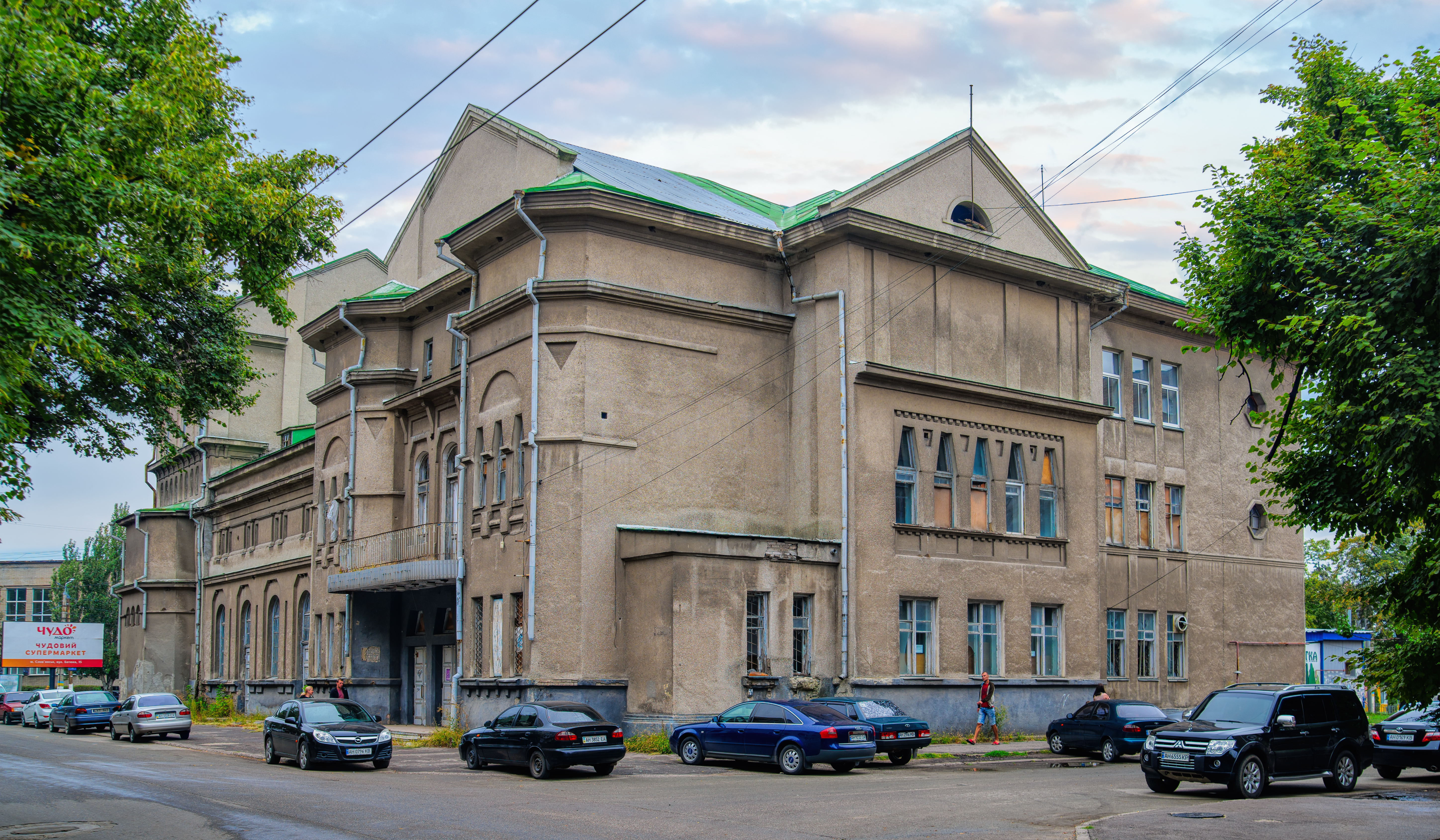
Дім купецьких зібрань, Слов'янськ

### УАМ на Кубані
На Кубані у стилі УАМ збудовано більшість залізничних станцій на Кубано-Чорноморській залізниції (Албаши, Ведмідівка, Мишастівка, Титарівка тощо) і численні об'єкти при них — житлові будинки для залізничників, школи для дітей залізничників (1910–1916 роки).

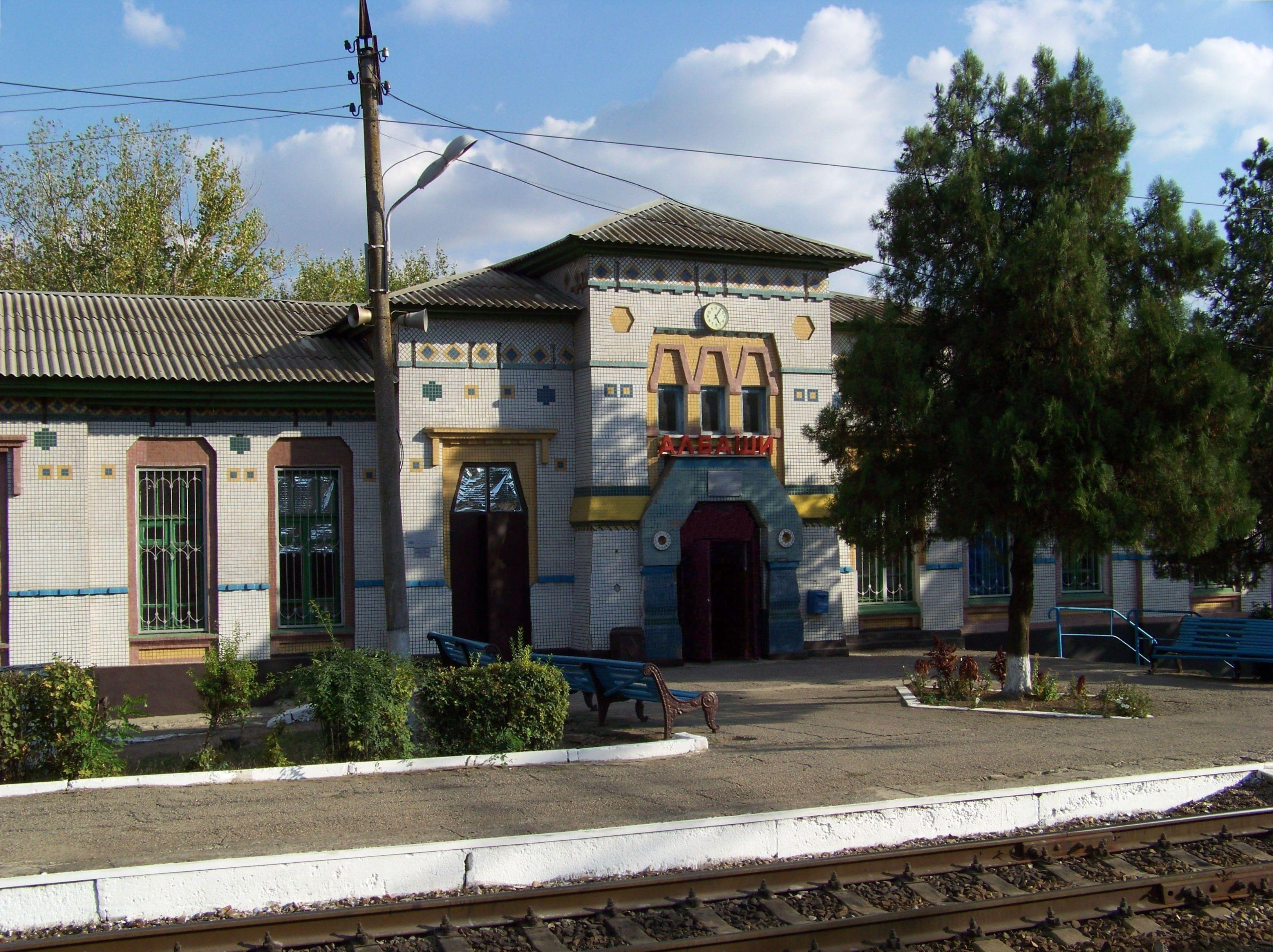
Станція Албаши
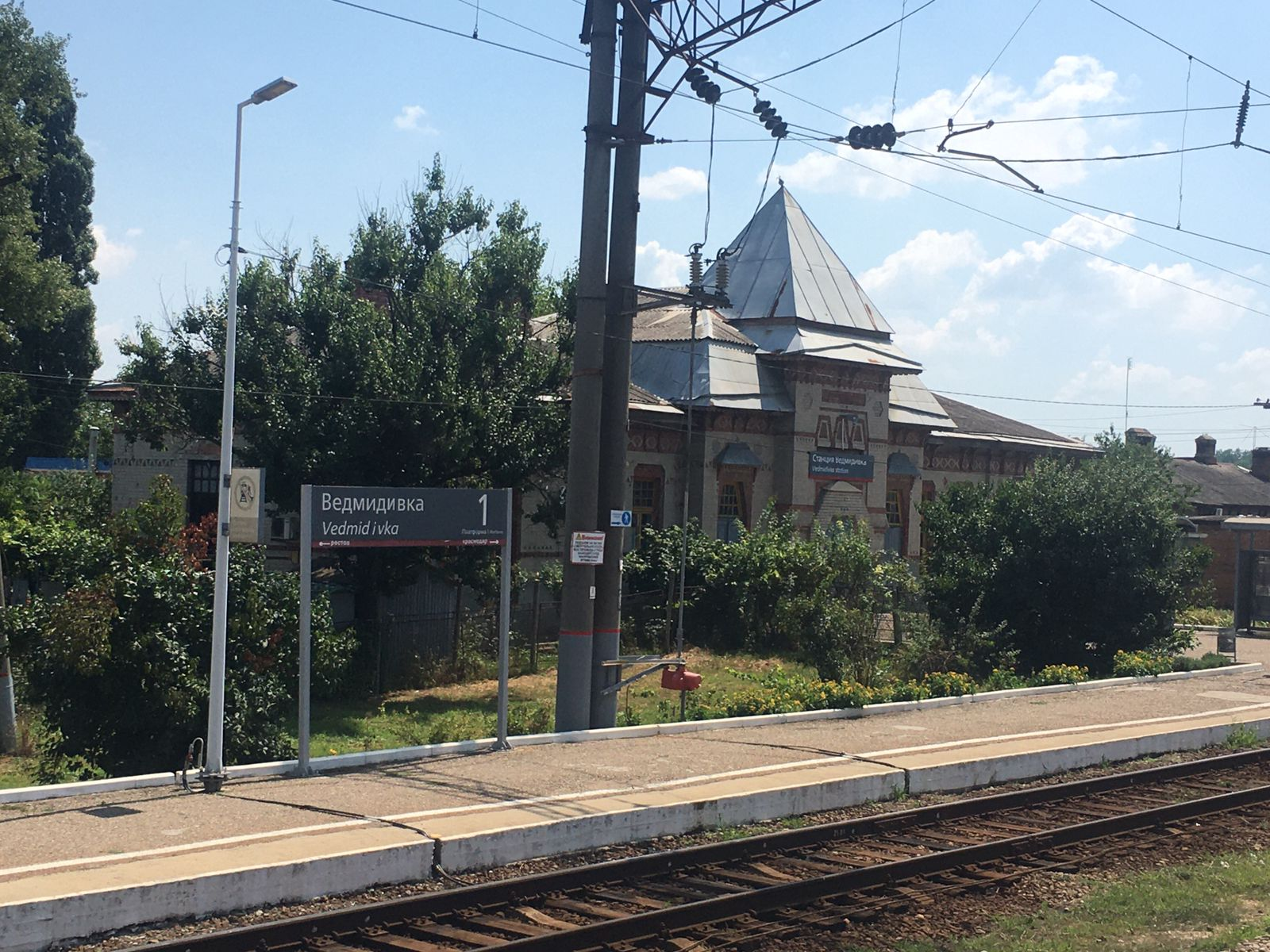
Станція Ведмідівка

## Найвідоміші діячі УАМ
Левинський І. І., Сластіон О. Г., Кричевський В. Г., Жуков К. М., Вербицький О. М., Сердюк Є. Н., Лушпинський А. О., Тимошенко С. П., Дяченко Д. М., Троценко В. К..

## Композиція і морфологія УАМ

### Об'ємна композиція

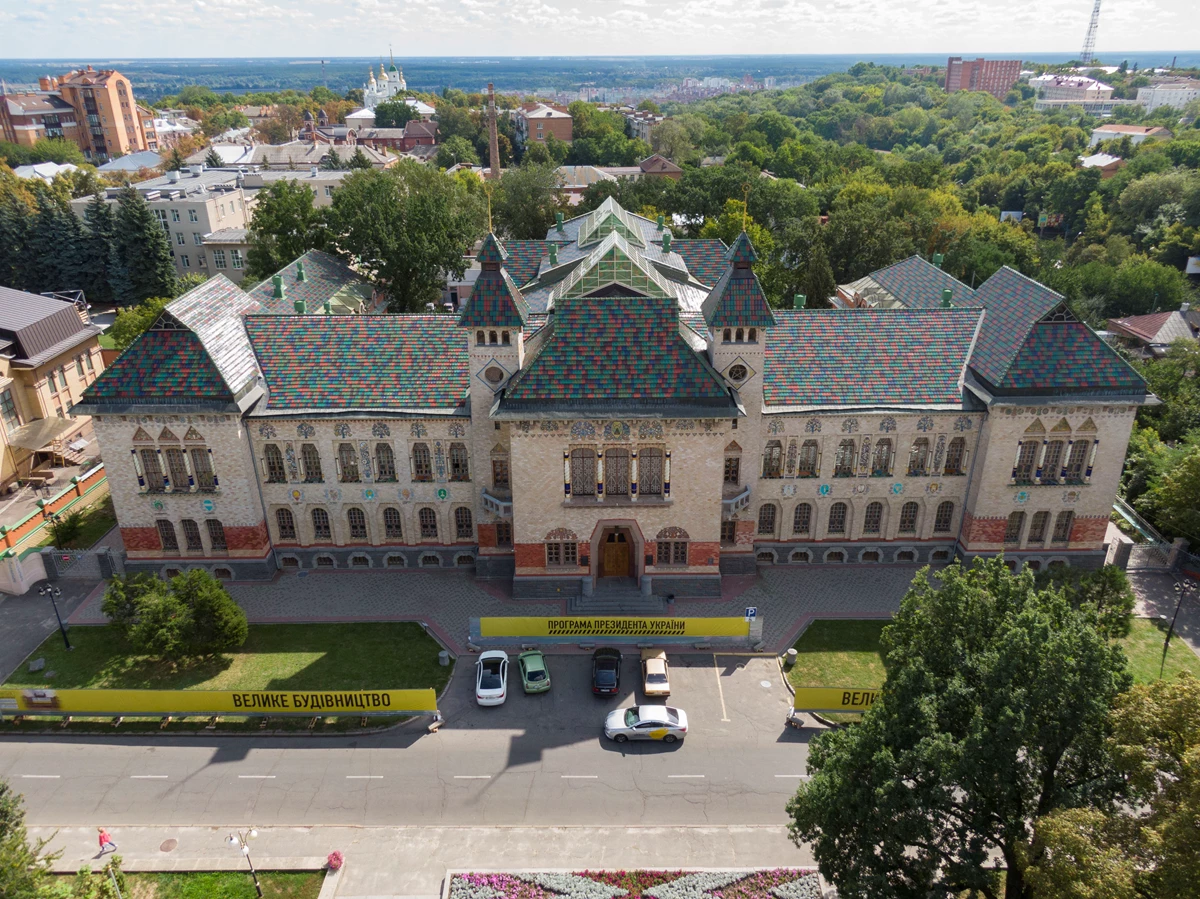
Ш-подібна форма будівлі Полтавського губернського земства

Об'ємна композиція в українському архітектурному модерні знайшла своє найвиразніше втілення завдяки тісному зв'язку з народними традиціями житлового та церковного будівництва. Об'ємність формувалася у різноманітних планувальних рішеннях — від простих прямокутних будинків до складніших форм у вигляді літери Г, П або Ш. Глибинно-просторова композиція в українському модерні розвивалася менш активно, проте окремі приклади свідчать про її значущість. Серед них — будинок водолікарні в Миргороді та житловий будинок на вулиці Алчевських в Харкові. У будинках з П- та Ш-подібним плануванням просторові частини часто розгорнуті до подвір'я, що знижує їхню композиційну вагу. Подібне планування можна простежити у трьохкласних школах Лохвицької земської управи чи художньому училищі в Харкові. Також варто відзначити будівлі з замкнутими внутрішніми дворами, зокрема будинок Хреннікова в Дніпрі та комплекс «Дністер» у Львові.

### Фронтальна композиція
Фронтальна композиція у будівлях УАМ характеризується чітким акцентом на фасад, який не просто виконує декоративну функцію, а виступає як важливий засіб вираження художньої ідейности. Фасади часто мають виразні орнаментальні елементи, різні форми стін, які підкреслюють цілісність та ритмічність композиції. В УАМ широко застосовувалися різноманітні способи оформлення стін. Особливо яскраво це проявлялося в будинках висотою понад три поверхи, де фасади часто набували ярусної структури — стіни ділилися горизонтальними членуваннями, що підкреслювало ритмічність і пропорційність будівель.

### Композиція вікна
Одним із найхарактерніших елементів українського модерну стала форма вікна. Часто застосовували шестикутні трапецієподібні вікна, які у навіть вважаються домінантною формою в УАМ, проте поширеними також залишалися класичні прямокутні вікна. Використовували й аркові вікна з напівкруглим верхом та еліптичним завершенням. Шестикутні вікна мали різні варіанти нахилу граней — від ледь помітного до вираженого. Іноді застосовувалися спарені трапецієподібні вікна, що перегукувалося з європейськими тенденціями. Також популярними були вікна з декоративними нішами.

### Портали

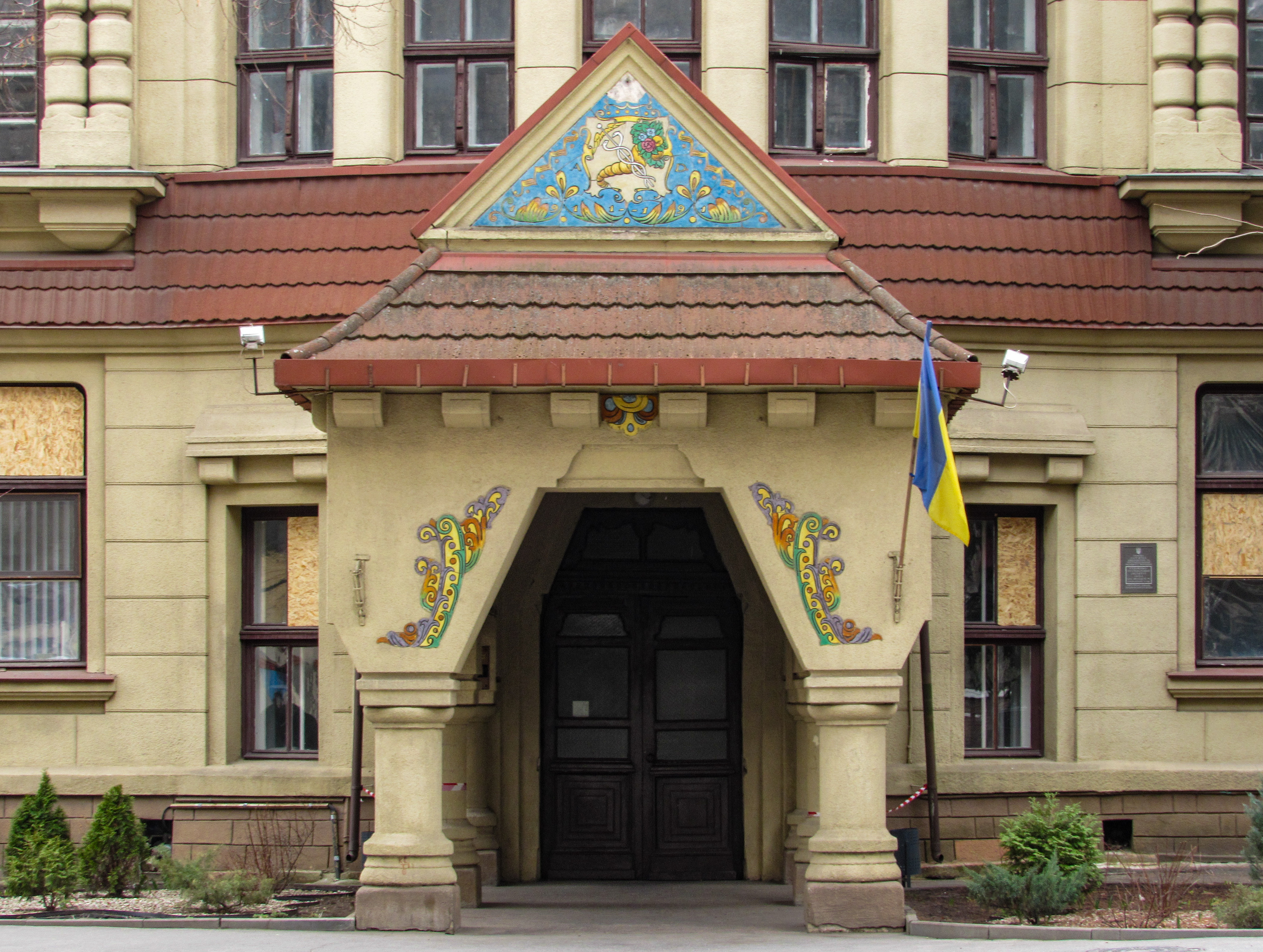
Вхідна група будівлі Харківського художнього училища

Портали у будівлях УАМ займали особливе місце і нерідко ставали ключовими композиційними акцентами. Найпоширенішою формою були трапецієподібні портали, які вирізнялися різноманіттям декоративних рішень — від строгих, геометричних до багатошарово оздоблених. Двері також найчастіше мали трапецієподібні форми, а також візерункове оздоблення.

### Колони, пілястри, ордер
Колонні та пілястрові елементи часто могли не застосовуватися в оздобленні фасадів. Колони доричного ордера інколи використовувалися як колонада чи портик при вхідній групі, або між вікнами. Таку деталь можна побачити, наприклад, на будівлі харківського художнього училища, де перед входом зроблено масивний навіс з невисокими колонами, та на будівлі народної школи у Чернігові, де колони підтримують балкон другого поверху. Вони також інколи оздоблювалися орнаментами чи підтримувати антаблемент з орнаментом, як на будинку Бойка чи будівлі Харківської селекційної станції. Колони, пілястри та півколони мали різні форми: прямокутні та закручені, як в інтер'єрах та на фасадах будівлі Полтавського губернського земства, багатокутні, як на будинку Бойка, круглі.

### Оздоблення

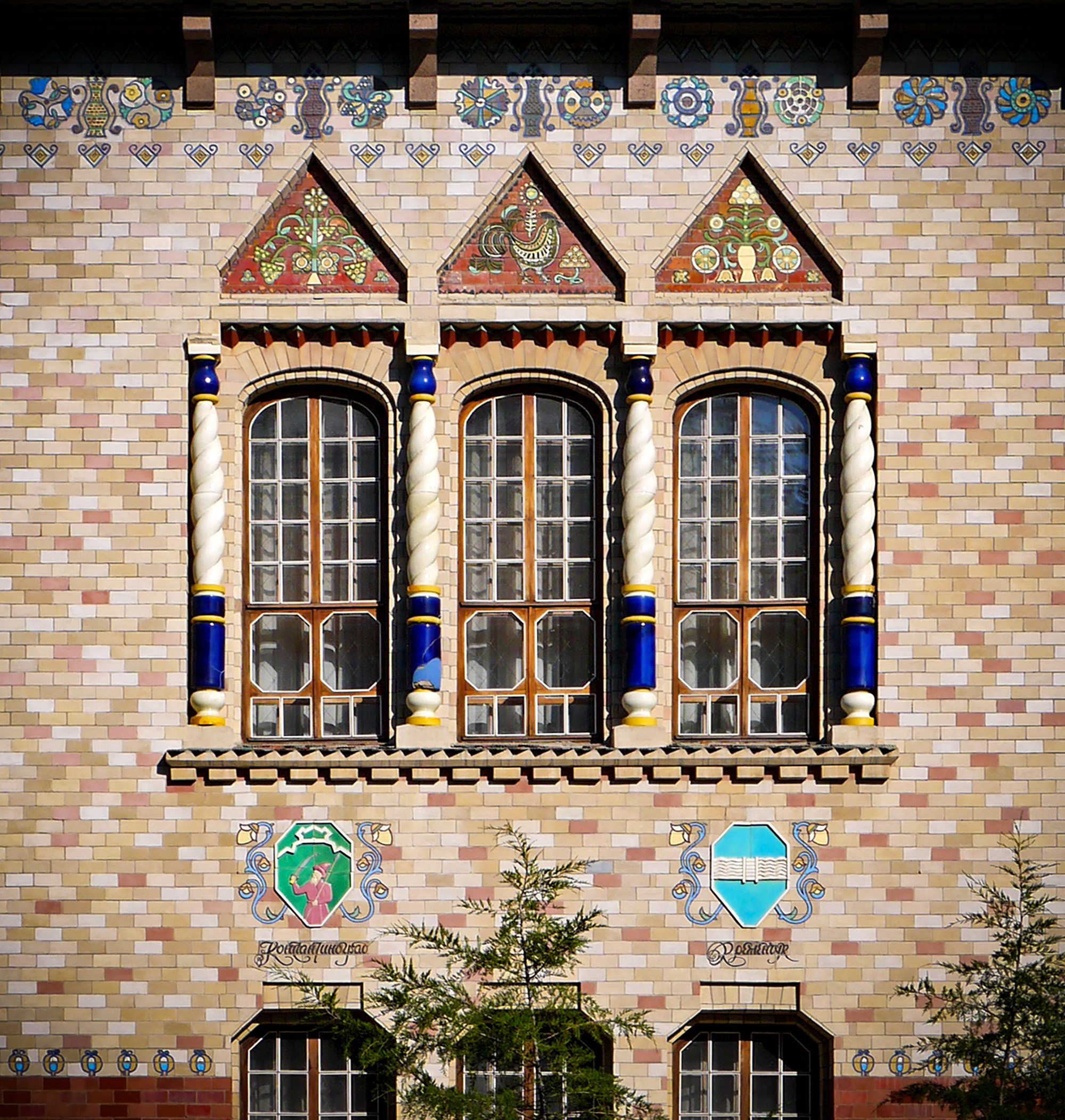
Оздоблення фасадів будівлі Полтавського губернського земства

Оздоблення фасадів у будівлях українського архітектурного модерну відігравало не лише декоративну, а й концептуальну роль — воно працювало як засіб вираження національної ідентичности. Архітектори свідомо використовували елементи народного мистецтва, трансформовані у модерністську мову, аби візуально закріпити образ української культури в міському просторі. Серед найхарактерніших оздоблювальних рішень — використання майолікових вставок (глазурованої кераміки), що прикрашали фронтони, фризи та обрамлення вікон. Вони часто мали яскраві кольори і зображували рослинні мотиви, стилізовані квіти, колоски, дерева, що відсилали до орнаментів української вишивки чи писанки. У деяких випадках зустрічаються й зображення фігурного характеру, наприклад, герби. Окрему роль відігравала ліпнина, яка набувала рис стилізованої народної різьби. Її можна побачити у вигляді розеток, хрестів, трикутників, восьмипроменевих зірок — мотивів, відомих у народному декоративному мистецтві. Часто ліпнина обрамлює вікна, двері, заповнює простір над порталами або прикрашає карнизи. В оздобленні фасадів і інтер'єрів могли використовуватися автентичні зразки українських орнаментальних схем.

### Щипці та фронтони
Щипці та фронтони на фасадах були поширеним елементом, що надавав будівлям особливої виразности. Вони могли мати як класичні, так і модернізовані форми, часто виступаючи символами приналежности до певного напрямку чи течії в межах українського модерну. Форма щипців іноді підкреслювала етнографічні мотиви або впливи інших стилів. Вони могли оздоблюватися орнаментами чи майоліками.

### Дахи
Дахи у будівлях українського модерну відігравали важливу роль у формуванні художнього образу споруди. Для УАМ характерні високі, з крутими часто декількоярусними схилами шатрові дахи, які підсилювали пластичність та об'ємність архітектурних форм. Такі дахи часто нагадували традиційні українські покрівлі, але водночас мали модерні ознаки складного силуету. Дах міг бути ґонтовим чи з черепиці.

### Куполи
Куполи в українському архітектурному модерні — це не лише функціональні або декоративні елементи, а важливі морфологічні цитати з української сакральної архітектури. Архітектори модерну свідомо зверталися до форм куполів, характерних для козацького бароко та дерев'яного храмового будівництва, щоб підкреслити національну тяглість. У таких спорудах часто з'являються багатогранні, шоломоподібні або грушоподібні куполи, що нагадують бані українських церков XVII—XVIII століть. Замість звичних неокласичних чи візантійських форм, які панували у тодішній європейській архітектурі, архітектори обирають більш вертикальні, пластично виразні об'єми, що відтворюють образ українського храму. Куполи в УАМ зустрічаються не лише в сакральних будівлях, а й у світських — наприклад, у прибуткових будинках, навчальних закладах, лікарнях. Часто вони розміщуються асиметрично, фіксуючи кут будівлі або акцентуючи головний вхід, що додає композиції динаміки. Зовні такі куполи зазвичай вкривали кольоровою черепицею або ґонтом.

## Спадщина УАМ
За роки розвитку УАМ було збудовано понад 500 об'єктів у цьому стилі. Спадщина УАМ збереглася неповністю. Багато чого знищено у роки Першої світової війни, війни УНР з більшовицькою Росією і Польщею, Другої світової війни та у період окупації Радянським Союзом. Велику роль у недостатньому збереженні об'єктів УАМ відіграло відношення до них радянської влади, в період якої багато з них або знищувались, або зазнавали неправильної реставрації. Імена багатьох архітекторів, що працювали у стилі УАМ, в радянський час знаходились під забороною. Протягом десятиріч штучного забуття роботи і долі цих архітекторів були невідомі навіть фахівцям. У 1970-х роках деякі історики архітектури і краєзнавці за власною ініціативою і без найменшого розголосу почали непомічений тоді владою пошук і вивчення пам'яток, доробку значних майстрів, навіть намагалися піднятись до певних узагальнень, публікувати свої роботи, де тільки щастило — від районних газет до збірників тез наукових конференцій в обласних центрах. Продуктивніше вивчення УАМ почалося лише у 1990—му році. Одним з найвідоміших дослідників УАМ є В. Чепелик

## Оцінки українського архітектурного модерну
Проєкт Костянтина Жукова для будівлі Харківського художнього училища, виконаний у стилі українського модерну, викликав гарячі суперечки під час його обговорення в міській думі 1912 року. Попри те, що проєкт здобув першу премію на архітектурному конкурсі, чимало гласних поставили під сумнів як доцільність використання саме українського стилю для державного освітнього закладу, так і його художню цінність. Опоненти наголошували, що стиль не має виразних рис, є непридатним для втілення загальнохудожніх — «вненаціональних» — цілей навчального закладу, а кошти на фасад, мовляв, будуть витрачені марно. Натомість захисники, серед яких були історик Микола Сумцов, художник Сергій Васильківський та громадський діяч Микола Міхновський, рішуче обстоювали самобутній національний вираз у публічній архітектурі. Вони наголошували, що український стиль є не лише історично обґрунтованим, а й актуальним засобом художнього самовираження на тлі загальноєвропейських процесів. Суперечки сягнули глибоких ідеологічних площин: критики стилю заперечували сам факт існування української архітектурної традиції, а його прихильники сприймали це як частину ширшої тенденції заперечення самої української культури. Попри опір, проєкт було затверджено, а вже наступного року будівлю завершено.
Відомий український архітектор, заслужений будівельник УРСР Григорій Володимирович Головко підкреслював, що український архітектурний модерн відзначається активним використанням прийомів народного дерев'яного зодчества, зокрема у формах дахів, віконних та дверних прорізів. Особливого значення набували майолікові вставки з національним орнаментом, що надавали будівлям унікального етнокультурного забарвлення. Яскраві приклади такого поєднання традиційних мотивів і модерних форм можна побачити в спорудах Полтавського губернського земства, створених Василем Кричевським, у художньому училищі Харкова (архітектор — Костянтин Жуков) та в низці інших визначних об'єктів.
Американський дослідник архітектури Тит Геврик у 1984 році відзначав, що поява стилю модерн стала поштовхом до нової інтерпретації українського бароко та народної архітектури у контексті сучасної архітектури. Ці творчі пошуки тривали і після Першої світової війни, до кінця 1920-х років — періоду, який вважається критичним в історії української культури. Водночас у цей час на зміну приходить новий конструктивістський стиль, який використовує скло, сталь і бетон, що позначило нову еру в архітектурі.
Сучасна мистецтвознавиця, кандидатка мистецтвознавства Лариса Савицька зауважує, що на відміну від російського та західноєвропейського мистецтва Ар-Нуво, де синтез художньої форми був результатом тривалого пошуку, що проходив через творчість живописців, поетів і графіків часів символізму та постімпресіонізму, український модерн мав маніфестаційний характер. Зокрема, будівля Полтавського губернського земства не підсумовувала стильові пошуки, а відкривала нові перспективи його розвитку. Вона відображала звернення до національних історичних зразків і форм, а також утвердження в мистецькій критиці нових естетичних позицій.

### Відео
- Відеоекскурсія «Школи Лохвицького земства: архітектор Опанас Сластіон»
- Український модерн від Йосипа Юркевича